# Руско нападение над Украйна
Нападението на Русия над Украйна e враждебен акт на Русия. Той започва с масирано настъпление на Русия в Украйна в ранните часове на 24 февруари 2022 г. Нападението над Украйна представлява най-сериозната ескалация на Руско-украинската война от 2014 г. Нашествието предизвиква най-тежката бежанска криза в Европа след Втората световна война, както и световна хуманитарна криза поради недостиг на храна.

## Предистория на войната
Руско-украинската война започва след Евромайдана. Русия се противопоставя на свалянето от власт на Виктор Янукович. Размириците от 2014 година са използвани от Русия за анексиране на Крим, при което са използвани наемници, вкл. ЧВК „Вагнер“. Анексирането е последвано от Война в Донбас – първоначалното руско настъпление в тази област скоро е спряно и частично отблъснато от украинските сили. В края на 2014 и началото на 2015 година двете страни сключват Минските споразумения. Макар да са силно оспорвани и да не са приложени във всичките си части, те довеждат до относително примирие по фронтовата линия в Донбас. Ситуацията се изменя през 2021 година, когато Русия започва да концентрира военни части по границата с Украйна, а руският президент Владимир Путин поставя редица ултимативни искания пред НАТО и Украйна. През цялото време Путин се сдържа и не говори за война, а за подкрепа на сепаратисти.

## Руска окупация  на 21 февруари 2022
На 21 февруари 2022 година руски войски за пръв път официално навлизат в окупираната зона в Донбас, а на следващия ден Русия признава независимостта на сепаратистките Донецка и Луганска народна република.
Около 06:00 ч. московско време (UTC+3) президентът Путин обявява „военна операция“, имаща за цел – по негови думи – да „демилитаризира и денацифицира“ Украйна. Минути по-късно започват ракетни удари по места в цялата страна, включително близо до столицата Киев. Украинската гранична служба заявява, че границите ѝ с Русия и Беларус са били атакувани.
Нападението над Украйна е определяно като най-сериозната военна обстановка в Европа след края на Втората световна война и е заклеймявано като „варварска атака“, оправдавана с „цинични аргументи“, и „най-голямата атака на стабилността и Европа от десетилетия“. Самите аргументи, използвани от президента Путин за оправдаване на войната, са отхвърлени като фалшиви.
Заради нападението си над своя независим съсед на Русия са наложени масивни санкции от Европейския съюз, САЩ, Великобритания, Канада и други страни, включително традиционно неутрални като Швейцария. Владимир Путин е сочен като носещ цялата отговорност за насилието и човешките трагедии, причинени от войната.
На 2 март 2022 година Общото събрание на ООН приема резолюция, с която осъждаща действията на Русия и изисква „незабавно, пълно и безусловно изтегляне на въоръжените ѝ сили от територията на Украйна в нейните международно признати граници“. На 16 март 2022 година Русия е изключена от Съвета на Европа поради извършените сериозни нарушения на правата на човека и международното хуманитарно право от страна на Руската федерация, включително атаки срещу цивилни цели и хуманитарни коридори, несъвместими със статута на държава-членка. На заседание на Общото събрание на ООН на 7 април Русия е отстранена и от Съвета по правата на човека. Руските сили са обвинявани в множество военни престъпления след инвазията в Украйна на 24 февруари, в т.ч. безразборни бомбардировки, изнасилвания, изтезания и екзекуции по бърза процедура.
През първите 100 дни след началото на нападението една пета от територията на Украйна (около 125 000 кв. км.) е окупирана от Русия – руските сили са влезли в 3620 украински селища, около 1017 населени места са освободени, 2603 остават окупирани. Мини и невзривени боеприпаси са разпръснати на площ от около 300 000 кв. км. Почти 12 милиона украинци са се разселили вътре в страната, а над 5 милиона, предимно жени и деца, са напуснали границите ѝ. Контролът над 6000 кв. км от завзетата от Русия територия е възстановен през септември, когато Украйна започва контраофанзива, насочена на юг.
На 30 септември 2022 г. в Москва се провежда церемония по анексирането на частично окупираните от Русия Донецка, Луганска, Херсонска и Запорожка област след проведени квази референдуми за присъединяването им към Русия. Общото събрание на ООН утвърждава резолюция, която осъжда "опита за незаконно анексиране" на четири украински региона от страна на Русия, а Генералният секретар на НАТО Йенс Столтенберг го заклеймява като „най-големият опит за насилствено анексиране на европейска територия след Втората световна война“. България е сред подкрепилите резолюцията държави.
На 13 октомври Парламентарната асамблея на Съвета на Европа (ПАСЕ) единодушно приема резолюция, с която става първата международна организация, определила действащия руски режим за терористичен. В резолюцията се посочва, че агресията на Русия „трябва да бъде недвусмислено осъдена като престъпление, като нарушение на международното право и като основна заплаха за международния мир и сигурност“.

## Предпоставки
Конфликтът започва с голямо струпване на военни части, първоначално от март до април 2021 г., а след това от октомври 2021 г. до февруари 2022 г. По време на второто военно струпване Русия отправя искания към Съединените щати и НАТО, представяйки проект на договор, който съдържа искания за „гаранции за сигурност“. Те включват правно обвързващи ангажименти, че Украйна няма да се присъедини към НАТО, както и че съюзът ще намали войските си разположени в Източна Европа. Същевременно Русия заплашва с неуточнен военен отговор, ако НАТО продължи да поддържа „агресивно поведение“ близо до нейните граници.
Според информация, получена от американското разузнаване през октомври 2021 година, през зимата на 2022 година предстои да започне мащабно настъпление на руските войски. Те планират да завладеят по-голямата част от Украйна. По-специално, придвижвайки се от територията на Беларус, те смятат да обкръжат Киев за няколко дни, докато специалните части открият президента Зеленски и го отстранят от власт. Успоредно с това руските войски планират да се придвижат и от изток, като преминат през Централна Украйна до река Днепър, докато други руски части от Крим заемат цялото югоизточното Черноморско крайбрежие. Според плановете на Кремъл тези военни действия трябва да продължат няколко седмици. След пауза за прегрупиране и довъоръжаване, руснаците смятат да продължат на запад до определена условна линия между Молдова на юг и Беларус на север, като само малка област в Западна Украйна е трябвало да остане свободна от руска окупация, понеже според Путин там живеели "непоправими русофоби-неонацисти". Тези данни на американското разузнаване са предадени на украинското ръководство, но Киев се отнася скептично към тях. Все пак Зеленски е притеснен и се свързва с Байдън, когото моли да ходатайства пред световните лидери с цел да убедят Путин да не започва война.

### Руски обвинения

#### Обвинения в геноцид към Украйна
На 9 декември 2021 г. руският президент Владимир Путин говори за дискриминация срещу рускоговорещите извън Русия: „Трябва да кажа, че русофобията е първа стъпка към геноцид. Вие и аз знаем какво се случва в Донбас. Със сигурност много прилича на геноцид“. Русия също осъжда украинския езиков закон. На 15 февруари 2022 г. Путин заявява пред пресата: „Това, което се случва в Донбас, е точно геноцид“. Новинарски издания отбелязват, че въпреки обвинението на Путин в геноцид срещу говорещите руски език, украинският президент Володимир Зеленски е с майчин руски език.
Няколко международни организации, включително Служба на Върховния комисар за правата на човека, Специалната мониторингова мисия на ОССЕ в Украйна и Съвета на Европа, не откриват доказателства в подкрепа на руските твърдения. Обвиненията за геноцид са отхвърлени от Европейската комисия като руска дезинформация.
Американското посолство в Украйна описва твърдението за геноцид на Русия като „укорителна лъжа“, докато говорителят на Държавния департамент на САЩ Нед Прайс заявява, че Москва прави подобни твърдения като извинение за нахлуването в Украйна. На 18 февруари руският посланик в САЩ, Анатолий Антонов отговаря на въпрос за американски служители, които се съмняват във факта на геноцида над руснаците в Донбас, като публикува изявление на страницата на посолството във Фейсбук, в което се казва: „Американците предпочитат не само да игнорират опитите за насилствена асимилация на руснаците в Украйна, но и категорично ги одобряват с политическа и военна подкрепа“.

#### Предполагаеми сблъсъци
Боевете в Донбас ескалират значително на 17 февруари 2022 г. Докато дневният брой атаки през първите шест седмици на 2022 г. варира от две до пет, украинските военни съобщават за 60 атаки на 17 февруари. Руските държавни медии също съобщават за над 20 артилерийски атаки срещу позиции на сепаратистите същия ден. Например, украинското правителство обвинява проруски сепаратисти, че са обстрелвали детска градина в Станица Луганска с артилерия, като са ранили трима цивилни. Така наречената Луганска народна република заявява, че нейните сили са били атакувани от украинското правителство с минохвъргачки, гранатомети и картечен огън.
На следващия ден Донецката народна република и Луганската народна република разпореждат задължителна евакуация на цивилни от съответните им столици, въпреки че е отбелязано, че пълната евакуация ще отнеме месеци. Украинските медии съобщават за рязко увеличаване на артилерийските обстрели от водените от Русия бойци в Донбас като опити за провокиране на украинската армия.
На 21 февруари Федералната служба за сигурност на Русия (ФСБ) обявява, че украински обстрел е унищожил гранично съоръжение на ФСБ на 150 метра от границата между Русия и Украйна в Ростовска област. Отделно от пресслужбата на Южния военен окръг съобщават, че сутринта този ден руски сили са убили група от петима диверсанти близо до село Митякинская, Ростовска област, като са проникнали през границата от Украйна с две бойни машини на пехотата, като превозните средства са унищожени. Украйна отрича да е замесена в двата инцидента и ги нарича операция под фалшив флаг. Освен това двама украински войници и един цивилен са убити при обстрел в село Зайцево, на 30 километра северно от Донецк.
Няколко анализатори, включително разследващият уебсайт Bellingcat, публикуват доказателства, че много от заявените атаки, експлозии и евакуации в Донбас са инсценирани от Русия.
На 21 февруари Луганската ТЕЦ в Луганска област е обстрелвана от неизвестни сили.

### Интервенция в Донбас

#### 21 – 24 февруари
На 21 февруари 2022 г., след признаването за независими на републиките Донецк и Луганск, президентът Путин нарежда руските войски (включително танкове) да бъдат изпратени в Донбас, а това Русия нарича „миротворческа мисия“. Руската армия заявява, че е убила петима украински „диверсанти“, които са преминали границата с Русия, твърдение, категорично отречено от украинския външен министър Дмитро Кулеба. По-късно същия ден няколко независими медии потвърждават, че руските сили навлизат в Донбас.
На 22 февруари 2022 г. президентът на САЩ Джо Байдън заявява, че е настъпило „началото на руска инвазия в Украйна“.
В същия ден Съветът на федерацията единодушно упълномощава Путин да използва военна сила извън Русия. На свой ред президентът Зеленски нарежда да бъдат мобилизирани украинските резервисти.
На 23 февруари Украйна обявява общонационално извънредно положение, с изключение на окупираните територии в Донбас, което влиза в сила в полунощ. В същия ден Русия започва да евакуира своето посолство в Киев и също сваля руското знаме от върха на сградата. Уебсайтовете на украинския парламент и правителство, заедно с уебсайтове на банки са засегнати от DDoS кибератаки.
В ранните часове на 24 февруари Зеленски произнася „емоционална“ телевизионна реч, в която се обръща към гражданите на Русия на руски език и ги умолява да предотвратят войната.

#### Съвет за сигурност на ООН
Интервенцията на 21 февруари в Донбас е широко осъдена от Съвета за сигурност на ООН и не получава никаква подкрепа. Посланикът на Кения Мартин Кимани сравнява хода на Путин с колониализма и казва: „Трябва да завършим възстановяването си от мъртвите империи по начин, който да не ни потопи обратно в нови форми на господство и потисничество.“
Друго заседание на Съвета за сигурност на ООН е свикано на 23 – 24 февруари 2022 г. Генералният секретар Антониу Гутериш заявява: „Дайте шанс на мира“.
Още на 24 февруари 2022 г., в първия ден от руската инвазия, руският флагман "Москва" достигна до Змийския остров и го бомбардира, с ултиматум от руския екипаж към охраната на острова да се предаде, на което украинските граничари отговарят по радиостанцията с шегата, която мигновено обиколи света: "Руски военен кораб, върви по дяволите!" На 14 април 2022 г., с помощта на ракета "Нептун", Украинските въоръжени сили успяват да потопят флагмана на  Черноморския флот на Русия, с което тя губи военноморския си щаб и е принудена да оттегли корабите си на пристанището си в Новоросийск и в Азовско море. По случай победата над руския флот, Украйна пусна в обращение пощенска марка, в чест на несломимата отбрана на украинските въоръжени сили и на надмощието  над окупатора в Черно море. Марката е създадена от Украинската пощенска служба и масовите продажби подпомагат армията на Украйна.

## Отражение на войната в Русия
Вижте още: Блокиран достъп до Уикипедия от Русия.

### Граждански протести
От първия ден на нападението над Украйна (24 февруари) по улиците в Москва, Санкт Петербург и десетки други градове в Русия излизат мирно протестиращи граждани, въпреки усилията на властите да потиснат антивоенните настроения и стотиците арести още в първия ден. Руският независим медиен проект за правата на човека и срещу политическото преследване ОВД-Инфо, който ежедневно публикува информация за протестите и списъци с имена на арестуваните, съобщава, че общо 1820 демонстранти са задържани в 58 руски града само на 24 февруари, включително 1002 в Москва.
На 25 февруари Службата на ООН по правата на човека разпространява изявление, в което се казва, че е „обезпокоена от многобройните произволни арести на демонстранти в Русия, които вчера протестираха срещу войната“. Говорителката на Върховния комисар на ООН по правата на човека Равина Шамдасани подчертава, че задържането на лица за упражняване на правото им на свобода на изразяване или на мирни събрания представлява произволно лишаване от свобода и призова протестиращите да бъдат освободени незабавно. Руското правителство заявява, че хората, които са против нахлуването на страната в Украйна, „нямат право да организират протестни действия“, без първо да са потърсили и получили разрешение. По време на конферентна връзка с чуждестранни журналисти говорителят на Кремъл Дмитрий Песков казва, че „съгласно закона, без да спазват съответните процедури, тези граждани нямат право да организират протестни действия, за да изразят своята гледна точка“. Той прави опит да омаловажи мащаба на протестите, като заявява в петък, че президентът Владимир Путин „чува мнението на всеки и разбира съотношението на тези, които имат различна гледна точка и тези, които са съпричастни към подобни необходими операции“.
Въпреки това протестите продължават и към 2 март общият брой на задържаните или арестуваните протестиращи граждани в Русия от началото на инвазията е близо 7600 души.
Още над 24 февруари е публикувано отворено писмо срещу нападението над Украйна, инициирано и подписано в рамките на часове от над 600 руските учени и научни журналисти. В него се казва, че „тази фатална стъпка води до огромни човешки загуби и подкопава основите на изградената система за международна сигурност“, а отговорността за „отприщване на нова война в Европа е изцяло на Русия“. Към 3 март подписалите писмото вече са близо 7000. Повече от 1400 (към 3 март) дипломанти, студенти, аспиранти и служители на Московския държавен институт по международни отношения (МГИМО) подписват съвместно отворено писмо до президента Путин, чрез което категорично се противопоставят на военните действия на Руската Федерация на територията на Украйна. „Намираме за морално неприемливо да стоим настрана и да мълчим, когато в съседна държава умират хора. Умират по вина на онези, които предпочитат оръжията пред мирната дипломация“.
Повече от 4300 души са задържани заради участие в протестите срещу войната в Украйна, които се провеждат в много градове в Русия на 6 март. Последните протести в Русия с толкова многобройни арести са състоялите се през януари 2021 г., когато хиляди настояват за освобождаването на опозиционния лидер Алексей Навални, след като той е арестуван при завръщането си от Германия, където се възстановява след опит за убийството му. Според информацията, публикувана от руското вътрешно министерство, полицията е задържала около 3500 души, включително 1700 в Москва, 750 в Санкт Петербург и 1061 в други градове. Медийният проект за правата на човека и срещу политическото преследване ОВД-Инфо съобщава, че разполага с данни за задържането на най-малко 4366 души в 56 различни града, в т.ч. в Сибир, където случаите на толкова много задържани за участие в протести граждани са рядкост. Така 11 дни след нападението на Русия в Украйна на 24 февруари общият брой на задържаните заради участие в протести срещу войната надхвърля 13 000.
ОВД-Инфо съобщава, а видеоматериали, разпространявани в социалните медии, чиято автентично е проверена и потвърдена от CNN. свидетелстват за множество случаи на физическо насилие срещу протестиращите от страна на полицията, включително побои и използване на електрошокови пистолети. Сред задържаните са 13 журналисти и 113 непълнолетни.
Според информация, разпространена в няколко онлайн издания и в Telegram, на 11 март е арестуван Марк Бернщейн – ИТ специалист, активист и дългогодишен редактор в руската Уикипедия от Минск, Беларус. Ден по-рано Главна дирекция за борба с организираната престъпност и корупцията на Беларус (ГДБОПК, или в оригинал ГУБОП) публикува в своя официален профил в Телеграм лични данни на Бернщейн, в т.ч. потребителското му име в Уикипедия и местоработата му, обвинявайки го в нарушаване на разпоредбите на новия закон на Русия, който криминализира разпространението на съобщения, определени от правителството като „невярна информация“ за руските въоръжени сили, във връзка с редакциите му в статии в Уикипедия за нападението на Русия срещу Украйна. Според публикация по темата в The Verge в канала на ГУБОП в Telegram е публикувано и видео с ареста на Бернщейн. На 11 март достъпът до канала е преустановен, а в съобщение, препубликувано от канала на ГУБОП МВД РБ в новосъздаден на 12 март Телеграм канал отново под името ГУБОП, се твърди, че оригиналният канал на звеното, следван от 12 000 души, е бил изтрит.
На 24 юни независимото издание Медиазона Беларусь съобщава, че районен съд в Минск е издал присъда на Марк Бернщейн за мярка за неотклонение домашен арест за срок от три години, след като го признава за виновен по повдигнатото срещу него обвинение в организиране и подготовка на действия, грубо нарушаващи обществения ред, или активно участие в тях (чл. 342 (1) от Наказателния кодекс). Медиазона Беларусь се позовава на роднина на Бернщейн, а публикацията е разпространена от редица други независими издания. Въпреки че първоначалното му задържане по член 24.3 от Кодекса за административните нарушения (за неподчинение на длъжностно лице) е за срок от 15 дни, Бернщейн така и не е бил освободен от ареста, казва се още в материала на Медиазона.
След нови протести в страната на 13 март, неделя, общият брой на задържаните надхвърля 14 000, от които 170 души са с мярка за неотклонение „задържане под стража", съобщава ОВД-Инфо. Само в неделния ден полицията е арестувала най-малко 850 души по време на демонстрации в 37 руски града, като около половината от тях са в руската столица Москва. Журналист на АФП, очевидец на демонстрациите в Москва, разказва за най-малко дузина ареста и казва, че полицията отвежда всеки, който не може да покаже акредитационна карта. Според репортер на Al Jazeera всеки, който изглежда като протестиращ, бива извличан встрани насилствено, като в един случай жена е издърпана само заради това, че държи ненадписан лист бяла хартия. До 14 март са входирани 9922 административни дела по чл. 20.2 и 20.2.2 от Кодекса за административните нарушения (нарушение на реда за провеждане на публично събитие). Към 23 март 2022 г. общият брой на задържаните заради участие в протести руски граждани надхвърля 15 000, от които над 7000 в Москва и над 4400 в Санкт Петербург.
Вечерта на 14 март Марина Овсянникова, редактор в държавния руски „Первый канал“, е задържана, след като се появява в студиото по време на излъчване на живо на една от най-гледаните новинарски емисии в Русия, „Время“, с плакат с надпис „Спрете войната. Не вярвайте на пропагандата. Тук ви лъжат. Руснаците са срещу войната.“ Текстът, изписан на плаката, остава видим за аудиторията на „Время“ в продължение на няколко секунди, преди програмата да прекъсне и замени излъчването на живо с предварително записан репортаж. Във свое видеопослание, заснето преди протестната акция в ефира на „Время“, Овсянникова казва, че се срамува, че е разпростраявала пропагандата на Кремъл и че „следващите 10 поколения няма да могат да се изчистят от срама на тази братоубийствена война.“ Говорителят на Кремъл Дмитрий Песков определя действията ѝ като „хулиганство“.
След 14-часов разпит Овсянникова е освободена, пледирайки невинност по обвинението за организиране на неразрешено публично събитие. Осъдена е да заплати глоба в размер на 30 000 рубли ($280), като по нейни думи по време на разпита ѝ е бил отказан достъп до законово полагащата ѝ се правна помощ, нито ѝ е било позволено да проведе разговор със свои близки. Френският президент Еманюел Макрон декларира ангажимента на Франция да предприеме стъпки за осигуряване на закрила на Овсянникова и заявява, че ще обсъди това в следващия си разговор с руския президент Путин. Тя е родена в Одеса, в семейството на баща украинец и майка рускиня, но живее в Москва и е първият редактор в руска държавна медия, който публично се обявява против войната в Украйна. Няколко дни по-късно срещу нея е съставен протокол по т.1 от новия чл. 20.3.3 от Кодекса за административните нарушения, изменен на 6 март 2022 г. с Федерален закон № 31-FZ от 4 март 2022 г. Останкинският районен съд на Москва регистрира протокола срещу Овсянникова по дело за „дискредитиране“ на руските военни.
Известният руски опозиционен активист Владимир Кара-Мурза - близък сътрудник на убития опозиционен лидер Борис Немцов – е арестуван от московската полиция пред дома си по обвинение в неизпълнение на законните заповеди на служител по сигурността, казва неговият адвокат Вадим Прохоров в изявление на 11 април. За ареста на Кара-Мурза съобщава и друг активист, Иля Яшин. В изявление по този повод държавният секретар на САЩ Антони Блинкен отправя призив за незабавното освобождаване на Кара-Мурза, като подчертава, че ситуацията със задържането му се следи отблизо от американските служби. В свое разследване Bellingcat установява, че Кара-Мурза, който между 2015 и 2017 г. на два пъти се разболява тежко със симптоми, съответстващи на отравяне, е бил следван от руски агенти по сигурността, за които се предполага, че са участвали в отравянето на Алексей Навални. Десет дни по-късно руските власти завеждат наказателно дело срещу Кара-Мурза за разпространение на „фалшива информация“ за войната в Украйна. Според официалното постановление за образуване на дело срещу него, публикувано онлайн от неговия адвокат Вадим Прохоров на 22 април, той е застрашен от 10 години затвор. В него се казва, че активистът е разследван за коментари относно руските бомбардировки на цивилни цели в Украйна, които е направил в законодателния орган на щата Аризона на 15 март. Към момента на завеждане на делото Кара-Мурза се намира в Русия и заявява, че като руски политик „трябва да остана в Русия“.
Най-малко 214 души са задържани за организиране на антивоенни протести в 18 руски града на 9 и 10 април, информира OVD-Info. Повечето от акциите са еднолични протестни изяви - единствената форма на протест, която не изисква предварително одобрение от местните власти. Такъв е случаят с ареста на Константин Голдман, който посещава Червения площад в Москва на 10 април, носейки със себе си „Война и мир“ на Лев Толстой. Голдман държи пред себе си романа, докато позира за снимка до мемориал на Втората световна война, и по-конкретно до каменна плоча в чест на украинската столица Киев. Той е задържан за противоправно поведение и ескортиран до близкото полицейско управление. „Това е някаква огромна шега, в която ние, за наше нещастие, живеем“, коментира потискането на правото на гражданите да се събират мирно Александра Баева – ръководител на правния отдел на OVD-Info.
Баева отчита рязко нарастване на честотата на случаите, при които хора докладват действия на своите съграждани в полицията, и в този смисъл репресиите "вече не се извършват само от държавните органи“, но и от обикновените граждани. Изказвания и действия на треньора по стрелба с лък Валери Яковлев, който отстранява винил с голяма буква Z, символизираща подкрепа за това, което Кремъл нарича „специална военна операция“, закрепен на входа на училището, в което работи, са докладвани в полицията. 64-годишният Яковлев е бил записан от портиера на училището и по-късно срещу него е повдигнато обвинение в дискредитиране на руските въоръжени сили. По информация на местната онлайн медия „Люди Байкала“ му е наложена глоба в размер на 90 000 рубли (приблизително 1000 долара). Друг такъв случай е задържането на десетокласника Евгений Фокин от Новосибирск заради съобщение, което публикува в Телеграм. Публикацията е категоризирана като „фалшива информация“ за руските военни, а Фокин е изправен пред присъда до 3 години лишаване от свобода, съобщава The Moscow Times, позовавайки се на независимото издание „Сибирь Медиа“.
В повечето случаи наказанията, свързани с проявите на критика относно войната в Украйна, се ограничават до парични глоби, съобщава New York Times, позовавайки се на OVD-Info. За над 15 000 антивоенни протестиращи, арестувани от началото на инвазията на 24 февруари, наказанията в общия случай са именно такива, но някои от тях са осъдени на до 30 дни затвор, а една малка част са заплашени и с по-дълги присъди.

### Украинска контраофанзива  в Курска област през август 2024
На 1 август 2024 ВСУ получава западно оръжие, сред което 6 самолета F-16, както и танкове, артилерийски снаряди и пр. На 6 август ВСУ се решава на контраофанзива, успява да премине границата с Русия и овладява значителна част от Курска област (над 72 селища, като числото нараства), както и част от нефтопровод. На 8 август 2024 Путин свиква Съвета за национална сигурност на Русия. Руснаците първоначално твърдят, че са отбили атаката, а впоследствие започват да говорят за малък пробив. Въпреки това губернаторът на   Курска област, Алексей Смирнов нарежда евакуация на село Глушково, на 45 км. от Суджа. На 16 август Асойшетед Прес цитира президента Володимир Зеленски, който твърди, че ВСУ е наложила контрола си над гр. Суджа, Курска област.Важното е да с е отбележи, че в Суджа има измервателна станция за руски природен газ, който тече по украински тръби и представлява 3% от вноса на континента. Русия обявява извънредно положение и в Белогородска област и то на федерално ниво. Според руските власти изненадващото украинско нахлуване е предизвикало хаос в Курска област и е наложило да бъдат евакуирани повече от 120 000 цивилни. Според Киев са били пленени най-малко 100 руски войници.
На 10 октомври 2024 година е обявено звънредно положение е обявено в част от руската Брянска област, граничеща с Куркската, Беларус и Украйна. Киевските власти твърдят, че там снощи са ударили склад, съхраняващ боеприпаси за ракети и артилерийски оръжия, включително доставени от Северна Корея, както и управляеми авиационни бомби.

## Международни реакции
В отговор на признаването на двете отцепили се републики, западните страни започват да налагат санкции срещу Русия. На 22 февруари министър-председателят на Обединеното кралство Борис Джонсън обявява санкции срещу пет руски банки, а именно банка „Россия“, „Индустриален сберегателен банк“, „Дженерал банк“, „Промсвязбанк“ и „Черноморска банка“ и трима милиардери, сътрудници на Путин – Генадий Тимченко, Борис Ротенберг и Игор Ротенберг. Германският канцлер Шолц обявява спиране на процеса на сертифициране на газопровода „Северен поток 2“. Външните министри на ЕС поставят в черния списък всички членове на Думата, които гласуват в подкрепа на признаването на отцепилите се региони, забраняват на инвеститорите от ЕС да търгуват с руски държавни облигации и внос и износ със сепаратистки организации. Президентът на Съединените щати Джо Байдън обявява санкции срещу банките VEB.RF и Промсвязбанк и всеобхватни санкции срещу държавния дълг на Русия.
В своята реч „За състоянието на съюза“ на 1 март Байдън обявява, че Съединените щати ще затворят въздушното си пространство за всички руски самолети. Мярката трябва да влезе в сила до края на 2 март. На 3 март САЩ налагат нови санкции на още няколко руски олигарси и членовете на техните семейства, които подкрепят президента Владимир Путин, докато той води война в Украйна. Новите наказания включват „пълно блокиране“ на най-малко осем от най-влиятелните личности в страната, в т.ч. прессекретарят на Путин Дмитрий Песков, на когото Европейският съюз вече наложи санкции, и визови ограничения за 19 руски олигарси, 47 членове на техните семейства и близки сътрудници.
На 24 февруари австралийският премиер Скот Морисън обявява целенасочени забрани за пътуване и финансови санкции срещу осем членове на съвета за национална сигурност на Русия. Генералният секретар на ООН Антониу Гутериш призовава Русия да прекрати агресията в Украйна, докато посланиците на Франция и САЩ обявяват, че ще представят резолюция в Съвета за сигурност на ООН на 25 февруари 2022 г. и Обединеното кралство осъжда "непредизвиканата атака“ и обещава, че Великобритания и нейните съюзници ще отговорят решително. Наричайки атаката „непредизвикана и неоправдана“, Байдън отбелязва, че администрацията му ще обмисли допълнителни възможни действия. Френското председателство излиза с изявление, осъждащо действията на Русия.
В резултат на сериозното нарушаване от страна на Руската федерация на задълженията ѝ по Устава на Съвета на Европа, на 25 февруари 2022 г. Комитетът на министрите взема решение да спре правата на Руската федерация на представителство в Съвета, което влече след себе си както правни, така и финансови последици. Съгласно чл. 8 от Устава „Правото на представителство на всеки член на Съвета на Европа, който грубо нарушава разпоредбите на член 3, може да бъде временно прекратено и Комитетът на министрите може да го покани да подаде оставка от Съвета при условията, предвидени в член 7. Ако съответният Член на Съвета на Европа не се съобрази с това предложение, Комитетът на министрите може да реши този Член да престане да бъде Член на Съвета на дата, определена от комитета.“ На извънредно заседание, проведено на 14 и 15 март, Парламентарната асамблея на Съвета на Европа обсъжда последиците от агресията на Руската федерация срещу Украйна и единодушно гласува за изключването на Русия от организацията.
В деня на вота, 15 март, руското външно министерство заявява, че вече е изпратило уведомление за оттеглянето си на генералния секретар Мария Пейчинович Бурич. Така четвърт век след присъединяването си Русия напуска Съвета на Европа (СЕЕ), което означава, че Русия вече няма да е страна по Европейската конвенция за правата на човека и нейните граждани вече няма да могат да подават жалби до Европейския съд по правата на човека (ЕСПЧ). Също така това проправя пътя пред Москва към връщането на смъртното наказание. Към момента на излизането на Русия от СЕ исковете, заведени от руски граждани пред ЕСПЧ, представляват близо 1/4 от всички настоящи дела.
На 22 март 2022 г. ЕСПЧ приема резолюция относно последиците от прекратяването на членството на Руската федерация в Съвета на Европа в светлината на член 58 от Европейската конвенция за правата на човека. Решението, изложено в четири точки, определя 16 септември 2022 г. за датата, на която Руската федерация ефективно престава да бъде високодоговаряща страна по Конвенцията. Решението на председателя от 16 март 2022 г., с което се спира разглеждането на всички жалби срещу Руската федерация, се отменя с незабавно действие и Съдът продължава да е компетентен да разглежда жалби срещу Руската федерация относно действия или бездействия, които могат да представляват нарушение на Конвенцията, при условие че са извършени преди определената в резолюцията дата (16.09.2022).
Полша, Литва, Латвия и Естония предизвикват консултации по сигурността на НАТО по член 4. Естонското правителство излиза с изявление на министър-председателя Кая Калас: „Широкоразпространената агресия на Русия е заплаха за целия свят и за всички страни от НАТО, а консултациите на НАТО трябва да започне за укрепване на сигурността на съюзниците за прилагане на допълнителни мерки за осигуряване на отбраната на съюзниците от НАТО. Най-ефективният отговор на руската агресия е единството“.
На 27 февруари министър-председателите на Литва, Латвия, Естония и Полша изпращат съвместно отворено писмо до изпълнителните директори на Alphabet Inc. и Google Inc. – Сундар Пичай, Twitter – Парадж Агравал, YouTube – Сюзън Уоджиски, и Meta – Марк Зукърбърг, управляващи най-големите социални медии в света, в което призовават за спиране на разпространението на невярна информация в техните платформи за войната в Украйна, произлизаща от Русия. В писмото си четиримата министър-председатели призовават ръководствата на компаниите проактивно да спират достъпа на профили, които участват в подстрекаване или оправдаване на агресия и разпространяват невярна информация, както и на официалните профили на руските и беларуските държавни институции, на контролираните от държавата медии, и на личните профили на заемащите ръководни постове в тези държави. Сред останалите искания в писмото са технологичните компании да си сътрудничат по-активно с местните организации за проверка на фактите, както и да предприемат незабавни мерки, включително чрез коригиране на съответните алгоритми, за да помогнат на потребителите в намирането на достоверна информация. Ръководителите на балтийските държави и Полша предлагат и помощта на свои експерти за идентифициране на каналите, които разпространяват дезинформация.
На 27 февруари Урсула фон дер Лайен, председател на Европейската комисия, оповестява взетото на ниво ЕС решение за затваряне на въздушното пространство на целия ЕС за всички руски самолети. За да подкрепи усилията на Украйна да отблъсне руското нападение и опити за обсада, за първи път в историята Европейският съюз ще финансира закупуването и доставката на оръжия и друго оборудване на страна, която е нападната. Също така ЕС ще наложи пълна забрана за разпространението на територията на ЕС на „Кремълската медийна машина“ в лицето на Russia Today и Sputnik, както и на техните дъщерни дружества. По думите на Фон дер Лайен чрез тази безпрецедентна мярка те „вече няма да могат да разпространяват лъжите си, за да оправдаят войната на Путин и да доведат до разделение в нашия съюз“. В допълнение към новите по-тежки санкции срещу Русия, в т.ч. изключването на важни руски банки от системата SWIFT, ЕС подготвя нов пакет от санкции и спрямо Беларус, засягащи ключови сектори.
Като виновен за насилието и човешките трагедии в резултат на военните действия световните лидери посочват лично Владимир Путин, избрал преднамерено пътя на войната.
| „                                                         | Невинни мъже, жени и деца умират или се боят за живота си. Ние осъждаме тази варварска атака и циничните аргументи, с които се оправдава. Президентът Путин връща обратно войната в Европа. В тези мрачни часове, ЕС и неговите хора стоят зад Украйна и нейния народ. Изправени сме пред безпрецедентен акт на агресия от ръководството на Русия срещу суверенна и независима страна. | “ |
| Урсула фон дер Лайен, председател на Европейската комисия | |   |

| „                                    | Избирайки войната, президентът Путин не просто атакува Украйна. Той реши да извърши най-голямата атака на стабилността и Европа от десетилетия насам. | “ |
| Еманюел Макрон, президент на Франция | |   |

На 25 февруари 2022 г. сръбския президент Александър Вучич свиква заседание на Съвета по национална сигурност, на който се обсъжда конфликта в Украйна. Взима се решение да не се въвеждат санкции срещу Русия, тъй като „когато разглежда необходимостта от налагане на санкции срещу която и да е държава, Сърбия ще се ръководи единствено от защитата на своите жизненоважни и икономически интереси“. Вучич осъжда конфликта, считайки руския и украинския народ за братски, и заявява че:
| „ | Сърбия дава пълна и принципна подкрепа за териториалната цялост на Украйна и искрено съжалява заради конфликта в Източна Европа | “ |

Индия се въздържа от гласуването в Съвета за сигурност на ООН на 24 февруари и не е сред държавите, които осъждат инвазията в Украйна чрез резолюцията, инициирана от САЩ. Към 2 март индийското правителство не е предложило категорична подкрепа за западните позиции или санкции. „Това е развиваща се ситуация и трябва да видим какво въздействие ще окажат санкциите върху нашите собствени интереси“, казва Харш Вардхан Шрингла, външен министър на Индия. Правителството на министър-председателя Нарендра Моди, който от началото на инвазията води разговори както с руските, така и с украинските власти, се опитва да евакуира хиляди индийски граждани, останали в Украйна. Към 2022 г. Индия разчита на Русия за повече от 60 процента от военното си оборудване, а Русия често гласува в подкрепа на Индия на международни форуми и се въздържа от критики относно ядрените ѝ опити през 90-те години на XX век.
На 28 февруари Швейцария се присъединява към санкциите на Европейския съюз срещу Русия като прави завой във водения до момента курс на неутралитет на страната. „Това е голяма стъпка за Швейцария“, отбелязва президентът на Швейцария Игнацио Касис, обявявайки решението, в резултат на което ще бъдат замразени активи на компании и физически лица, включително на руския президент Владимир Путин, министър-председателя Михаил Мишустин и на външния министър Сергей Лавров. Швейцарският министър на правосъдието Карин Келер-Сутер обявява, че на петима олигарси, близки до руския президент, които имат силни връзки с Швейцария, е забранено да влизат в страната. Санкциите включват още затваряне на въздушното пространство на Швейцария за всички полети от Русия и за всички движения на самолети с руска маркировка, с изключение на полети за хуманитарни, медицински или дипломатически цели.
На 1 март Съветът за електронни медии (СЕМ) взема решение за временно ограничаване на препредаването на територията на Република България на телевизионните програми Russia Today и производните им, както и на Спутник и производните им, като разпорежда предварително изпълнение на решението. Също на 1 март програмата на украинското радио, което е част от Националната обществена радио и телевизионна компания на Украйна и излъчва актуална информация за отбраната на страната, е добавена към интернет платформата на Българското национално радио – БИНАР.
Председателят на Китайската комисия за регулиране на банките и застраховането Гуо Шуцин казва в сряда на пресконференция в Пекин, че Китай няма да се присъедини към финансовите санкции срещу Русия и ще поддържа „нормални търговски и финансови отношения със страните в конфликта в Украйна“. Той потвърждава позицията на Китай на противопоставяне срещу санкциите. Същевременно на шестия ден от началото на войната в Украйна Китай изразява готовност да влезе в ролята на посредник между двете страни. В първия си телефонен разговор с украинския си колега Дмитро Кулеба след избухването на войната, проведен на 1 март, китайският външен министър Уан И казва, че Пекин „скърби“ за избухването на конфликта и е „изключително загрижен“ за вредите, които понасят цивилните граждани. Според информация, разпространена от държавната китайска централна телевизия, Кулеба е помолил Китай да използва влиянието си и да окаже помощ за намиране на дипломатическо решение“, за да помогне за посредничество в конфликта си с Русия. Двамата външни министри са обсъдили и евакуацията на китайски граждани от Украйна, като според официални данни там живеят, работят и учат 6000 китайски граждани.
В своето съвместно изявление по повод смъртта на Майна Фенина – член на Специалната мониторингова мисия на ОССЕ в Украйна (SMM) – действащия председател на организацията и външен министър на Полша Збигнев Рау и генералният секретар на ОССЕ Хелга Мария Шмид категорично осъждат засилените обстрели в центрове на градските райони, причиняващи смърт и наранявания на цивилни, и повтарят призива си към Руската федерация "за незабавно прекратяване на военните действия и да започване на смислен диалог“.
Генералният директор на Организацията на Обединените нации за образование, наука и култура (ЮНЕСКО) Одри Азуле призовава за „защита на украинското културно наследство, което свидетелства за богатата история на страната и включва нейните седем обекта на световното наследство, в т.ч. катедралата „Света София“ в Киев, историческия източноправославен пещерен манастир Киевско-Печорска лавра, стария град на Лвов и обекти в памет на трагедията на Холокоста. Градовете Одеса и Харков са част от мрежата на творческите градове на ЮНЕСКО. Част от националните архиви на Украйна са включени в Регистъра на ЮНЕСКО „Памет на света“. В резолюция на Общото събрание от 2 март е изразена сериозна загриженост относно съобщенията за нападения срещу цивилни обекти, включително училища. ЮНЕСКО "категорично осъжда атаките срещу образователни съоръжения, с нанесени щети на поне седем институции през последната седмица, включително нападението на 2 март срещу Харковския национален университет „Каразин“.
| „                                        | Ние трябва да пазим това културно наследство като свидетелство за миналото, но и като вектор на мира за бъдещето, което международната общност е длъжна да защитава и съхранява за бъдещите поколения. Също така, за да се защити бъдещето, образователните институции трябва да се считат за светилища. | “ |
| Одри Азуле, генерален директор на ЮНЕСКО | |   |

От първия ден на войната ЮНЕСКО призовава за зачитане на международното право, за да защити журналистите и другите медийни професионалисти в Украйна като цивилни лица в зона на конфликт, както и за възпиране от всякакви атаки срещу комуникационната инфраструктура. Организацията също така наблюдава за нападения срещу журналисти и осъжда убийството на най-малко четирима журналисти и раняването на няколко други. На 17 март ЮНЕСКО обявява нови спешни мерки за защита на журналистите в Украйна, за да помогне на разселените украински журналистически съюзи да продължат работата си и да подкрепи свободния поток на информация за войната. Организацията работи в сътрудничество с Международната федерация на журналистите за преместване на офисите на двата украински журналистически съюза с общо около 6000 членове в Полша, близо до границата с Украйна, и предоставя първоначална партида от 125 комплекта лични предпазни средства, както и обучение във враждебна среда.
В обръщението си след неделната молитва „Ангел Господен“, която произнася от прозорец с изглед към площад „Свети Петър“ във Ватикана на 6 март, папа Франциск заявява, че Ватиканът е готов да направи „всичко“ за мира в Украйна. Папа Франциск казва, че е изпратил двама кардинали в Украйна, за да подпомогнат хуманитарните усилия, „не само като знак за присъствието на папата, но на всички хора, които искат да кажат „войната е лудост, моля, спрете, вижте тази жестокост!" Той благодари и на журналистите, които „рискуват живота си“, отразявайки войната от центъра на военните действия. Папата призова за „връщане към зачитането на международното право“ и призова коридорите за евакуация да бъдат отворени, за да могат цивилните граждани да намерят спасение.
| „                                                                      | В Украйна тече река от кръв и сълзи. Това не е просто военна операция, а война, която причинява смърт и разруха! | “ |
| Папа Франциск по време на молитвата „Ангел Господен“ на 6 март 2022 г. | |   |

На 16 март 2022 г. организацията с нестопанска цел Avaaz, която работи за овластяване на хората по цял свят да предприемат действия по належащи глобални, регионални и национални проблеми, публикува петиция в подкрепа на инициативата за създаване на нов специален трибунал за руската агресия в Украйна и на разследването на Международния наказателен съд за предполагаеми военни престъпления и престъпления срещу човечеството в Украйна от страна на руския президент. Авторите на петицията и подкрепилите я над 1,3 милиона души (към 22 март) призовават Владимир Путин и неговите съучастници да понесат лична отговорност за незаконното им нахлуване в Украйна. Първата поставена цел е петицията да събере поне 2 милиона подписа. Инициативата за създаването на такъв трибунал по модела на международния трибунал в Нюрнберг е на украинския външен министър Дмитро Кулеба и е подкрепа от бившите премиери на Обединеното кралство Гордън Браун и Джон Мейджър, водещи имена от света на правото, академичните среди и политиката, Бенджамин Ференц – бивш прокурор на Нюрнбергския военен трибунал, и сър Николас Браца – бивш председател на Европейския съд по правата на човека.
| „                                                         | „Президентът Путин постави съдбовно предизвикателство за международния ред след 1945 г. Той се опитва да замени върховенството на закона със злоупотреба със сила. Ако бихме приели мълчаливо това по какъвто и да е начин, никой от нас никога повече не би могъл да приема свободата или демокрацията за даденост. И поради всички тези причини – и поради мащаба на страданието на народа на Украйна, вярвам, че повечето хора биха се съгласили, че този акт на агресия не може да остане неразследван, непреследван или ненаказан. | “ |
| Гордън Браун, изявление в Chatham House на 4 март 2022 г. | |   |

На 24 март в Брюксел се провеждат последователно среща на върха на НАТО, заседание на Европейския съвет и среща на върха на лидерите на Г-7. На срещата на НАТО западните страни за пореден път заклеймяват нахлуването на Русия в Украйна, настоявайки президентът Путин „незабавно да спре тази война и да изтегли военните сили от Украйна и да призове Беларус да прекрати съучастничеството си в съответствие с резолюцията за агресията срещу Украйна, приета на Общото събрание на ООН от 2 март 2022 г.“ Постигнато е споразумение за изпращане на подкрепления в Централна и Източна Европа, за да укрепят отбраната на алианса, и са одобрени четири нови многонационални бойни групи на НАТО – в България, Унгария, Румъния и Словакия. Ден по-рано генералният секретар на НАТО Йенс Столтенберг заявява, че създаването на новите бойни групи е стъпка към значителна промяна, свързана с по-масираното и дългосрочно присъствие на военния съюз в региона на Източна Европа. Седмица преди това президентът на Румъния Клаус Йоханис призова за увеличаване на присъствието на НАТО по Източния фланг на алианса и по-конкретно в страната му по време на визита на американския вицепрезидент Камала Харис в Букурещ.
| „                                                               | Владимир Путин трябва да бъде победен. Трябва да подкрепим Украйна, доколкото е възможно, и трябва да приложим санкциите, за да окажем натиск върху Кремъл. | “ |
| Шарл Мишел, председател на Европейския съвет \| 24 март 2022 г. | |   |

На 30 март Върховният комисар на ООН по правата на човека Мишел Бачелет заявява, че службата ѝ е получила „достоверни твърдения“, че руските сили са използвали касетъчни боеприпаси в населените райони на Украйна поне 24 пъти. По думите ѝ оглавяваната от нея служба, която разполага с близо 60 наблюдатели на ООН за правата на човека в Украйна, е проверила 77 инцидента, при които са били нанесени щети на медицински съоръжения, включително 50 болници. Бачелет припомня, че „безразборните нападения са забранени от международното хуманитарно право и могат да се равняват на военни престъпления“. В рамките на проведеното в този ден заседание на Съвета на ООН по правата на човека в Женева са представени тримата експерти по правата на човека, натоварени със задачата да водят разследването за военни престъпления на Русия в Украйна.
Независимата комисия, ръководена от Ерик Мьосе от Норвегия, е оправомощена да разследва всички обвинения в незачитане на права и нарушения на международното хуманитарно право „в контекста на агресията срещу Украйна от Руската федерация“. До 2018 г. Мьосе е съдия в Европейския съд по правата на човека. Той е и бивш председател на Международния наказателен трибунал за Руанда и бивш съдия от Върховния съд на Норвегия. Другите членове на комисията са Жасминка Джумхур, омбудсманът по човешките права на Босна и Херцеговина, и Пабло де Грайф – сътрудник в Центъра за човешки права и глобална справедливост към Юридическия факултет на Нюйоркския университет и бивш специален докладчик към ООН. Съгласно резолюцията за Украйна, приета от 47-членния форум в Женева, комисията ще разпитва свидетели и ще събира съдебномедицински материали за всяко бъдещо съдебно производство. Първоначалните констатации трябва да бъдат докладвани през септември.
Над 200 руски дипломати и служители са изгонени от държавите от ЕС в първите дни на април в отговор на нарастващото възмущение от конфликта в Украйна в координирани действия, които следват разкриването на зверствата в Буча, където са открити десетки тела на изтезавани и убити хора след изтеглянето на руските войски. На 4 април Германия и Франция обявяват около 75 експулсации, а на 5 април още няколко страни, включително Италия, Испания и Словения, последват примера им. Европейският съюз обявява за "персона нон грата" група руски служители, работещи с неговите институции. Формалните основания за експулсирането са предполагаем шпионаж или „съображения за национална сигурност“. Същевременно в ЕС започва обсъждане на пети кръг от санкции срещу Русия във връзка с нападението над Украйна на 24 февруари. Председателят на Европейската комисия Урсула фон дер Лайен казва, че планираните мерки включват забрана за внос на въглища и забрана за руски кораби и пътни оператори. Приемането на санкциите е планирано за 6 април.
Посланикът на САЩ в ООН Линда Томас-Грийнфийлд заявява по време на пресконференция в Букурещ, че ще настоява за отстраняването на Русия от Съвета на ООН по правата на човека, определяйки участието на страната в междуправителствения орган в рамките на системата на ООН като „фарс“. Според нея Руската федерация е направила всичко възможно, за да навреди на международния ред и да компрометира ценностите на ООН. Томас-Гринфийлд казва, че ще внесе въпроса пред Съвета за сигурност на 6 април веднага след завръщането си в Ню Йорк и очаква Общото събрание да се заеме с въпроса още на следващия ден. В началото на март 140 държави-членки на ООН гласуват резолюция, осъждаща Русия за нейното нахлуване в Украйна и изискваща изтегляне на военните сили.
| „                   | На практика виждаме незаконното убийство на цивилни, виждаме потенциални актове на изтезания, изнасилвания – всички неща, които са забранени от Женевските конвенции и законите за войната | “ |
| Пиер-Ричард Проспер | |   |

Пиер-Ричард Проспер, прокурор за военни престъпления в Международния наказателен трибунал на ООН за Руанда, който по-късно служи при президента Джордж Буш като посланик на САЩ за военни престъпления, заявява в интервю за NPR, че въз основа на съставените доклади има доказателства за нарушения на законите за войната и това трябва да е достатъчно за нациите за предприемане на действия – „не само на Запада, не само на Съединените щати, но и на цялата международна общност“. Той припомня, че международната общност е предприемала действия в миналото, когато цивилните са били в опасност, и изтъква, че този случай не би трябвало да е по-различен. Ако цялата глобална общност осъди и окаже натиск върху руското правителство, може да има промени в поведението, повече отчетност и потенциално още повече несъгласие вътре в Русия, смята Проспер.
На 11 април Германия, Нидерландия и Швеция обявяват, че предоставят 2,5 милиона евро (2,7 милиона долара) на Международния наказателен съд (МНС) за подпомагане на разследването на възможни военни престъпления в Украйна, започнало около месец по-рано. Нидерланският външен министър Уопке Хекстра, чието правителство участва във финансирането с един милион евро, отбелязва, че по мнение на Европейският съюз МНС е най-доброто място за изправяне на предполагаемите извършители пред правосъдието. Сред конкретните случаи, които са в обхвата на разследването, са екзекуциите и масовите гробове в град Буча и нападението на жп гара в източния град Краматорск, отнело живота на десетки цивилни. ЕС също се ангажира да предоставя финансова помощ и да координира с Консултативната мисия на ЕС в Украйна от преди войната, за да помогне при разследването и събирането на доказателства на място.
По време на посещението си в Киев на 8 април председателката на Европейската комисия Урсула фон дер Лайен връчва на президента на Украйна Володимир Зеленски въпросник, след чието попълване Европейската комисия ще може да препоръча на Съвета на ЕС да започне обсъждане на въпроса за начало на преговорите за присъединяване на Украйна към общността. Въпросникът служи за оценяване на готовността на дадена държава-кандидатка за членство за присъединяване към ЕС в съответствие с т. нар. Копенхагенски критерии. Фон дер Лайен изрично подчертава, че за разлика от обикновено, според нея в този случай формирането на становище от страна на Комисията „няма да е въпрос на години, а на седмици“. Точно 10 дни по-късно заместник-началникът на украинската президентска канцелария Игор Жовква оповестява, че Украйна е попълнила въпросника за присъединяването си към ЕС. Украйна очаква да получи статута на страна кандидатка за членство в ЕС по време на срещата на Европейския съвет на 23 и 24 юни 2022 г.
На прага на третия месец от руското нападение в Украйна изпълнителният вицепредседател на Европейската комисия Валдис Домбровскис казва в интервю за NPR, че всяко икономическо въздействие от войната в Украйна е „цена, която си струва да се плати за защитата на демокрацията и мира“. Според Домбровскис американската и европейската помощ за Украйна – финансова, военна и хуманитарна – е дала отражение на място, като е принудила Русия да изтегли войските си от региона около украинската столица Киев. Домбровскис подчертава колко важна точка от дневния ред на Европейския съюз е да се отдалечи от зависимостта си от изкопаемите горива на Русия - цел, към която блокът може да се доближи с още една крачка с налагането на петролно ембарго. То може да бъде включено под някаква форма в предстоящия към момента на изявлението на Домбровскис шести пакет от санкции срещу Русия, казва латвийският член на Комисията.
| „                                                                                                   | Много очаквам тази солидарност да се запази, защото западният демократичен свят съумя да реагира по координиран и енергичен начин, в известен смисъл изненадвайки руснаците... | “ |
| Валдис Домбровскис - изпълнителен заместник-председател на ЕК с ресор Икономика в интерес на хората | |   |

На 27 април Парламентарна асамблея на Съвета на Европа (ПАСЕ) приема резолюция и препоръка въз основа на доклад на Франк Швабе (Германия) за Комисията по политически въпроси и демокрация и декларира, че „нова разделителна линия се завърна на картата на Европа, начертана от руските власти с тяхната реторика и дела“.  При гласуването ѝ резолюцията е подкрепена от 149 членове на Асамблеята. Единствен Норберт Клайнвехтер от германската дясна политическа партия Алтернатива за Германия гласува против; въздържали се са трима представители на италианската партия Движение 5 звезди.
| „                                                                                                   | Пред лицето на тази безпрецедентна атака срещу мира и сигурността, международното право и най-основните ценности, които са в основата на Съвета на Европа, Парламентарната асамблея трябва да отправи силен призив за единство в подкрепа на Украйна и оказване на максимален натиск върху Руската федерация да спре агресията си. Не само мащабът на настоящото предизвикателство, но и отговорът на Съвета на Европа и неговите държави-членки към него ще формира бъдещето на европейската история. | “ |
| COE's Committee on Political Affairs and Democracy Bureau decision, Reference 4636 of 25 April 2022 | |   |

На 2 май наблюдателите за свободата на изразяване и свободата на медиите от Организацията на обединените нации (ООН), Африканската комисия по правата на човека (ACHR), Междуамериканската комисия за правата на човека (ItACHR) и Организацията за сигурност и сътрудничество в Европа (ОССЕ) публикуват съвместно изявление относно нахлуването в Украйна и значението на свободата на изразяване и информация. В и чрез него изброените организации колективно осъждат нахлуването и продължаващата агресия срещу Украйна, нейния суверенитет и териториална цялост от страна на Руската федерация.
| „ | Действията на Руската федерация нарушават международното право и общите ангажименти на ООН, ОССЕ, ItACHR и ACHR и самите принципи, на които се основават нашите организации. Възмутени сме от продължаващите зверства и произтичащата от това тежка хуманитарнa кризa и нарушения на човешките права, които имат огромно пагубно въздействие върху живота, безопасността и благосъстоянието на цивилните. Ние сме солидарни с народа на Украйна в тези трудни времена. Припомняме, че именно по време на война и въоръжени конфликти правото на свобода на изразяване и свободен достъп до информация трябва да бъде енергично защитавано, тъй като то способства за насърчаването на траен мир, разбирането на естеството на конфликта и гарантирането на отговорност. | “ |
| Joint Statement on the Invasion of Ukraine and the Importance of Freedom of Expression and Information \| May 2, 2022 | |   |

В изявлението се изложени шест основни позиции на участващите организации, а именно:
Дълбока загриженост за: 
(i) безопасността на журналистите, медийните служители и свързания с тях персонал в Украйна, които изпълняват работата си при безпрецедентни условия и са изложени на много висок риск;
(ii) съобщенията, че медиите и интернет инфраструктурата на Украйна може да бъдат атакувани умишлено от руските сили в опит да се наруши достъпът до информация, включително чрез кибератаки;
(iii) разпространението на дезинформация относно конфликта в Украйна в руските държавни медии, но същевременно дезинформацията не може да бъде преодоляна чрез блокиране или забрана на медии;
(iv) Пропагандата на война и национална омраза, която представлява подбуждане към дискриминация, враждебност или насилие, са дълбоко вредни и забранени съгласно чл. 20 от Международния пакт за граждански и политически права;
(v) Ерозията на правото на свобода на изразяване и други права на човека за продължителен период от време и заглушаването на критичните гласове в Руската федерация са допринесли за създаването на среда, която улеснява войната на Русия срещу Украйна;
(vi) Войната в Украйна допълнително осветлява рисковете от разпространението на дезинформация, мисинформация и подбуждане към насилие и омраза, както и ограниченията на законната реч в цифрови и социално-медийни платформи в резултат на техните бизнес модели, политики и практики.
Председателката на Европейската комисия Урсула фон дер Лайен предлага поетапното прекратяване на доставките на суров петрол от Русия в рамките на шест месеца и на рафинирани продукти до края на годината. Предложението, отправено на 4 май пред Европейския парламент и посрещнато с аплодисменти от евродепутатите, се обсъжда в контекста на шестия кръг от санкции на Европейския съюз срещу Русия във връзка с нападението ѝ над Украйна. Става дума за пълна забрана за внос на целия руски петрол - морски и тръбопроводен, суров и рафиниран, пояснява Фон дер Лайен. За да бъдат въведени, предложените санкции трябва да бъдат одобрени от всичките 27 държави членки на ЕС.
На 31 май лидерите на държавите членки на ЕС постигат съгласие относно санкциите срещу Русия, ограничаващи вноса на руски петрол. Забраната в целия ЕС засяга петрола, който пристига по море и представлява около 2/3 от общото количество, но не и петрола по тръбопроводи – цел, блокирана от Унгария, която внася 65% от петрола си от Русия по тръбопроводи. България получава отсрочка и ще може да  купува руски петрол до 2024 г. Тъй като Полша и Германия се ангажират до края на 2022 г. да прекратят вноса по тръбопроводи, общо 90% от руския петрол ще бъде блокиран. По този начин се отрязва огромен източник на финансиране за руската военна машина, отбелязва председателят на Европейския съвет – Шарл Мишел. Към 1 юни 2022 г. Русия доставя 27% от вносния петрол в ЕС и 40% от своя газ, за което ЕС плаща на Русия около 400 милиарда Евро годишно.
В резолюцията относно външната политика, политиката за сигурност и отбранителната политика на ЕС след агресивната война на Русия срещу Украйна, приета на пленарна сесия в Страсбург на 8 юни 2022 г., Европейския парламент препоръчва предоставянето на Украйна на статут на страна кандидатка за членство в ЕС. За приемане на резолюцията гласуват 438 евродепутати, 65 са против, 94 - въздържали се. В резолюцията се споменават и „европейските стремежи на Молдова и Грузия“, чиито заявленията са подадени след това на Украйна. Резолюцията обаче не препоръчва да даването на статут на страни кандидатки на Молдова и Грузия, а само на Украйна. В допълнение към това Европейският парламент препоръча „незабавно предоставяне на оръжия в съответствие с изразените от украинските власти нужди, по-специално чрез използване на Европейския инструмент за мир и координационен център, както и двустранни споразумения между ЕС и Украйна“. По този инструмент към момента на приемане на резолюцията са отпуснати два милиарда Евро от бюджета на ЕС.
На 23 юни Украйна получава статута на кандидат за членство в ЕС - първата формална стъпка към присъединяването към блока. Процесът, който започва с нея, може да отнеме години и липсват гаранции, че ще завърши с успех. Едновременно с Украйна такъв статут получава Молдова, но не и Грузия. Официалните преговори за присъединяване с новите кандидати обаче няма да започнат, докато не бъдат извършени реформите, поставени от ЕС като задължително условие.
| „                  | Това е едно от най-важните решения за Украйна за всичките 30 години независимост на нашата държава. Това решение обаче не е само за Украйна. Това е най-голямата стъпка към укрепване на Европа, която може да бъде предприета точно сега, в наше време и точно в контекста на руската война, която изпробва способността ни да запазим свободата и единството си. Благодаря на всички европейски лидери. Благодаря на нашите герои - на всички и всеки, който защитава независимостта на Украйна и свободата на Европа с оръжие в ръце. Благодаря ви, че направихте новата история на Европа възможна – още по-силна, още по-свободна. Слава на Украйна! | “ |
| Володимир Зеленски | |   |

| „                    | Това решение укрепва Украйна, Молдова и Грузия в лицето на руския империализъм. И укрепва ЕС. Защото показва още веднъж на света, че сме единни и силни пред външните заплахи. | “ |
| Урсула фон дер Лайен | |   |

Съветникът по националната сигурност на Белия дом Джейк Съливан определя обявените на 20 септември 2022 година референдуми в четирите частично окупирани от руските сили области като „оскърбление за принципите на суверенитета и териториалната цялост, които са в основата на международната система“. Заместник-председателят на Европейската комисия и върховен представител по външните работи на Европейския съюз Жозеп Борел заявява, че „Русия, нейното политическо ръководство и всички замесени в тези „референдуми“ и други нарушения на международното право в Украйна“ ще бъдат подведени под отговорност и ще бъдат обмислени допълнителни ограничителни мерки срещу Русия.
Генералният секретар на НАТО Йенс Столтенберг също реагира остро срещу обявените рефендуми. В съобщение, публикувано в Туитър, той ги квалифицирай като „фалшиви“ и „нелигитмни“. Столтенберг призовава международната общност да осъди „това крещящо нарушение на международното право и да засили подкрепата си за Украйна“ и оценява това развитие като „поредна ескалация във войната на Путин“.
Чешкият премиер Петр Фиала оценява действията на Путин като „поредно доказателство, че Русия е единственият агресор“. В своя реч пред Общото събрание на ООН в Ню Йорк германският канцлер Олаф Шолц заявява, че президентът на Русия ще се откаже от „имперските си амбиции“ само ако признае, че не може да спечели войната.
| „                              | Ето защо ние няма да приемем какъвто и да е мир, диктуван от Русия, и затова Украйна трябва да може да отблъсне нападението на Русия. | “ |
| Олаф Шолц, канцлер на Германия | |   |

По инициатива на румънския държавен глава Клаус Йоханис президентите на девет държави от Централна и Източна Европа, сред които освен Румъния са Чехия, прибалтийските републики и Черна гора, но не и България, подписват съвместна декларация, чрез която заявяват подкрепата си за цялостта на Украйна и нейната армия и осъждат анексията на украинските области Донецк, Луганск, Запорожие и Херсон от Русия. В документа се казва, че тези девет държави не признават и никога няма да признаят опитите на Русия да анексира украински територии, както и че твърдо подкрепят решението от срещата на върха на НАТО в Букурещ през 2008 г. относно бъдещо присъединяване на Украйна към Алианса, стъпка към което е внесената на 30 септември 2022 г. от президента Володимир Зеленски молба за ускорен прием на страната в НАТО. Изявлението е подписано на 2 октомври от Клаус Йоханис, Милош Земан, Алар Карис, Егилс Левитс, Гитанас Науседа, Стево Пендаровски, Мило Джуканович, Анджей Дуда и Зузана Чапутова. На 3 октомври прессекретариатът на Румен Радев разпространява неговата официална позиция относно декларацията. В нея се казва, че президентът на Р. България подкрепя частично документа, но не и застъпването за членството на Украйна в НАТО. България е сред подкрепилите декларацията от срещата на върха на НАТО в през 2008 г., но според Радев „военните действия на територията на Украйна днес изискват нейното членство в Алианса да бъде обсъдено в рамките на пълния състав на Северноатлантическия съвет и да не води към риск от прякото въвличане на страните от НАТО във войната“.
На 17 март 2023 година Международният наказателен съд в Хага издава заповеди за арест на руския президент Владимир Путин и руския омбудсман, отговарящ за децата, Мария Лвова-Белова за отвличане в Русия на над 16 000 украински деца от окупираните от Русия територии на Украйна.
Заповедта за арест идва вследствие от прокурорско разследване на военни престъпления, престъпления срещу човечеството и геноцид, след което Международният наказателен съд (МНС) издаде заповеди за арест на Владимир Путин, президента на Русия, и Мария Лвова-Белова, руски омбудсман по правата на детето, като те са обвинени във военното престъпление на незаконно депортиране и прехвърляне на деца по време на Руско-украинската война, в нарушение на Женевската конвенция. Заповедта срещу Путин е първата срещу лидер на постоянен член на Съвета за сигурност на ООН.
От юни 2024 г. Международният наказателен съд също издаде заповеди за арест на руските висши военни Виктор Соколов, Сергей Кобилаш, Сергей Шойгу и Валери Герасимов - всички те са офицери от руската армия, обвинени в ръководене на атаки срещу цивилни обекти и престъпление срещу човечеството, заради „нечовешки действия“ съгласно Римския статут.
125-те държави-членки на МНС са задължени да задържат и прехвърлят всяко от обвинените лица, ако някой от тях стъпи на тяхна територия.
Още на на 4 февруари 2015 г. Върховната Рада на Украйна за първи път се обърна към Международния наказателен съд в Хага за разследване на престъпленията срещу човечеството, извършени от руските сили на украинска територия от 20 февруари 2014 г., за да подведе под отговорност отговорните висши служители на Руската федерация.
По време на инвазията в Украйна след 24 февруари 2022 година Русия отвлече хиляди украински деца в окупираните от Русия територии на Украйна и ги депортира в Русия.
Украинските власти разследват повече от 16 000 предполагаеми случая на принудително депортиране на непълнолетни. Русия призна, че е прехвърлила едва 2000 деца без настойници.
През май 2022 г. Путин нареди да се опрости издаването на руско гражданство на украински деца сираци.
Министерството на външните работи на Украйна подчерта, че с това „Путин на практика легализира отвличането на деца“.
През август 2022 г. Гюндуз Мамедов, заместник-главен прокурор на Украйна през 2019–2022 г., каза, че депортирането на украински деца в Русия (повече от 300 000 според Руската федерация) е най-сигурният начин за доказване на геноцид.
През септември 2022 г. Лвова-Белова, заемаща длъжността комисар по правата на детето на Русия, описва как отвлечените украински деца първоначално са били враждебни към Русия и Путин, но след процеса на „интеграция“ негативното отношение на децата постепенно „се превръща в любов“.
Други претенции срещу Путин
През май 2016 г. семействата на жертвите на катастрофата на MH17 подадоха иск срещу Русия и президента Владимир Путин в Европейския съд по правата на човека.[15][16] MH17 беше редовен пътнически полет, който беше свален от контролираните от Русия сили в Украйна, което доведе до смъртта на 298 цивилни.
През юли 2021 г. Путин публикува пространно есе „За историческото единство на руснаци и украинци“, в което твърди, че Украйна е изкуствено образувание, което заема исторически руски земи. Доклад на 35 експерти по право и геноцид цитира есето на Путин като част от „полагането на основите за подбуждане към геноцид“.

## Проучвания на общественото мнение в България
На 28 февруари, четири дни след началото на нападението на Русия в Украйна, социологическата агенция „Алфа Рисърч“, съвместно с Българската национална телевизия, осъществява експресно национално представително проучване, в което участват 500 пълнолетни граждани от цялата страна. Ако през периода 2020 – 2022 г. между 55% и 58% от българите са изразявали положителни оценки за руския държавен глава, при само 20 на сто отрицателни, дни след началото на войната позитивните мнения за Владимир Путин намаляват почти двойно – до 32%, а отрицателните нарастват до 48%. Резултатите показват, че над три четвърти от българските граждани смятат нахлуването на Русия в Украйна за неоправдано.
На същата дата – 28 февруари – маркетинговата агенция Pragmatica провежда количествено изследване на нагласите на хората и тяхната информираност за военните действия между Русия и Украйна сред 600 представители на градското население на България, ползващо интернет, на възраст между 20 и 69 г. Данните от това проучване показват, че от представителите на градското население в България в градове с над 50 хил. жители в трудоспособна възраст 39% подкрепят Украйна, 36% запазват неутралитет, а 16% подкрепят Русия; 72% от лицата са склонни да направят дарения, без значение дали под формата на парични средства или на продукти, а 21% са склонни да приютят украински бежанци в дома си. Изследването на Pragmatica хвърля светлина и върху източниците на информация на българските граждани относно войната в Украйна: основните два източника на информация са телевизионни предавания с 86% и публикации в социалните мрежи с 62%, докато българските и чуждестранните новинарски сайтове, взети заедно, са предпочитан източник от 38% от респондентите.
В периода 5 – 12 март 2022 национално представително проучване провежда и агенция „Тренд“. Поръчител е „24 часа“, а методът на регистрация – пряко полустандартизирано интервю „лице в лице“. Това проучване се съсредоточава върху нагласите на българите спрямо основните институции и политически формации в България и войната в Украйна и показва, че 40% от българите са променили отношението си спрямо Русия в негативна посока, докато 46% не са променили своето отношение. Три процента от респондентите са променили отношението си в позитивна посока, а 16% смятат, че руската военна инвазия в Украйна е оправдана – близо четири пъти по-малко от тези, които са на обратното мнение – че военната инвазия не е оправдана. Трима от всеки четирима българи са на мнение, че НАТО не трябва да се намесва пряко с военно участие, а над две трети от всички интервюирани са на мнение, че България трябва да приема украински бежанци на своя територия.
Българите най-малко съчувстват на гражданите на Украйна във връзка с нахлуването на руските войски на тяхна територия на 24 февруари от всички граждани на държави членки на ЕС, показват данните от проведеното през април и публикувано през май 2022 г. допитване Flash Eurobarometer на тема "Отговорът на ЕС на войната в Украйна". Около две трети от всички анкетирани (от 27-те държави членки) одобряват финансирането за закупуване и доставка на военна техника за Украйна, но докато 90% подкрепят тази мярка във Финландия, за България процентите са едва 30%. Също така България е една от едва двете държави (другата е Кипър), където относителното мнозинство не е съгласно, че руските власти са отговорни за войната в Украйна. България и Кипър са държавите от ЕС, които в най-малка степен са съгласни и че Украйна е част от европейското семейство и би трябвало да се присъедини към ЕС. Българите са сред най-малко удовлетворените граждани на ЕС както от реакциите на националните власти на войната в Украйна (доволните са едва 28%), така и на ниво ЕС, и в най-малка степен подкрепят предприетите икономически санкции спрямо Русия. Същевременно гражданите на България, заедно с тези на Кипър и Гърция, имат най-малко доверие в разнообразните източници на информация относно развитието на войната.
Темата за Украйна силно поляризира българското общество, тезите на руската пропаганда се споделят от голям брой българи, а възможната национална позиция на България в конфликта между Русия и Украйна, подкрепяна от най-много граждани, е тази за неутралитет. Това са някои от резултатите и изводите от националното представително проучване "Войната в Украйна и познаването на историческите факти в отношенията България - Русия", проведено през втората половина на април 2022 г. Проучването включва група въпроси, насочени към знанията, информираността и оценките на българите относно факти от историята на България, в които Русия, а впоследствие СССР, играе важна роля. От въпросите, свързани конкретно с нападението на Русия над Украйна, става ясно, че българските медии са основен източник на информация - 87,4%, пред социалните мрежи - 44,5%, и близки и познати - 36,6%. Западноевропейски и американски медии са посочени като предпочитан източник на информация от 8,4% от респондентите (1002 пълнолетни български граждани), или близо два пъти по-малко от информиращите се от руски медии - 15,7%, а украински медии - от 6,9%. Подкрепа за Украйна заявяват 32,4% от участниците в допитването, подкрепящите Русия са 23,6%, а 40,7% твърдят, че не застават на някоя от страните във войната, започнала с нахлуването на Русия в Украйна на 24 февруари. Позицията за неутралитет, заявена от 2/3 от респондентите, се споделя и от огромната част от проруските и левите избиратели, отбелязва се в доклада към проучването, публикуван на 10 май 2022 г.

## Реакции на пазара
Московската борса временно преустановява цялата търговия на своите пазари на 24 февруари в 08:05 ч. московско време, преди да бъде възобновена в 10:00 часа. Фондовата борса в Санкт Петербург също спира търговията до друго нареждане. В резултат на инвазията, цените на петрола Brent се покачват над $100 за барел за първи път от 2014 г., докато пазарите в Азия се понижават. По същия начин пазарите на Океания се сриват, като австралийската борса за ценни книжа и новозеландската борса с повече от 3%.
В началото на 28 февруари руската валута губи за часове една четвърт от стойността си. Стремейки се да спре спада, Руската централна банка вдига повече от два пъти основния си лихвен процент, забранява на чужденци да продават руски ценни книжа и изисква от износителите да конвертират в рубли по-голямата част от приходите си в чуждестранна валута. Московската фондова борса е затворена за деня заради „развиващата се ситуация“.
Според Института за международни финанси около 40% до 50% от руските резерви – официално оценени на 643,2 милиарда долара в средата на февруари 2022 г. – потенциално са недостъпни. Около половината от финансовите резерви на Руската централна банка се съхраняват в страните от Г-7 и ще бъдат замразени при новите санкции, казва върховният представител на Европейския съюз по въпросите на външните работи и политиката на сигурност Жозеп Борел. Управителят на банката Елвира Набиулина признава за първи път, че санкциите, наложени на централната банка, означават, че тя не може да се намеси, за да предотврати срива на рублата в понеделник (28 февруари). През март руският финансов министър Антон Силуанов потвърждава, че санкциите са лишили Москва от достъп до 300 милиарда долара от нейните златни и валутни резерви от 640 милиарда долара и твърди, че Западът оказва натиск върху Пекин за замразяването на руските златни и валутни резерви в юани. "Мисля, че нашето партньорство с Китай все пак ще ни позволи да поддържаме сътрудничеството, което сме постигнали, и не само да го поддържаме, но и да го увеличаваме в среда, в която западните пазари се затварят", добавя Силуанов.
В изявление на служителите на Международния валутен фонд относно икономическото въздействие на войната в Украйна от 5 март 2022 г. се отбелязва, че десет дни след началото ѝ икономическите последици вече са много сериозни. Наблюдава се повишаване на цените на енергията и суровините – включително на пшеницата и други зърнени храни, което усилва инфлационния натиск от прекъсванията на веригата за доставки и възстановяването от пандемията от COVID-19. МВФ ще съветва страните членки как да калибрират своите макроикономически политики, така че да могат да управляват икономическите последици, включително чрез прекъсвания на търговията, цените на хранителни стоки и други суровини, и финансовите пазари.
С решение на Руската централна банка от 9 март таванът на тегленията от страна на гражданите, които имат влогове в чуждестранна валута, става 10 хил. долара, а всичко над тази сума е достъпно за тях единствено в руски рубли по официалния курс за деня. Постъпилите средства в чужда валута след 9 март няма да могат да се теглят. При обявяването ѝ мярката, която практически представлява отказ от конвертируемостта на рублата за пръв път през последните близо 30 години, е въведена за период от шест месеца. Поради ситуацията на международните финансови пазари считано от 1 март Българската народна банка не може да определи референтен курс на българския лев към руската рубла, който да е представителен за пазарните условия, отбелязва БНБ на страницата си с валутни курсове за 9 март. Съобщението на БНБ е аналогично с това на Европейската централна банка (ЕЦБ). За първи март 2022 г. курсът на рублата към еврото е 117.2010. За сравнение, точно месец по-рано курсът е 86.3238.
На 6 април, шест седмици след началото на войната, Националната банка на Украйна (НБУ) публикува предварителните данни за международните резерви на страната към 1 април. В размер на 28,1 млрд. щатски долара, международните резерви отбелязват 2% ръст, което се дължи най-вече на финансирането, получено от международни партньори, казва се в прессъобщението на НБУ. Правителството е получило 3,2 млрд. долара входящи валутни потоци, в т.ч. малко над 1 млрд. от Международния валутен фонд (по Инструмента за бързо финансиране), 639 млн. евро от Европейската инвестиционна банка, 588 млн. евро от ЕС и 111 млн. долара и 312 млн. евро от Световната банка. Тези входящи потоци компенсират продажбите на чуждестранна валута от НБУ и плащанията за обслужване на публичния дълг. От 14 април 2022 г. Националната банка на Украйна разрешава на банките да продават на обществеността чуждестранна валута в брой. Очаква се, че възобновяването на този вид продажби, забранени още в началото на войната, ще намали възможностите за функциониране на пазара на незаконни валутни сделки и съответно ще намали рисковете за гражданите.
Около 200 000 души рискуват да останат безработни поради спирането на дейността или изтеглянето от руския пазар на редица чуждестранни компании, съобщава кметът на Москва Сергей Собянин на 18 април. В своя блог Собянин твърди, че московските власти са готови да подкрепят хората, които са изгубили работните си места, като им предоставят обучение и временна, обществено значима работа.
Mорските потоци на руски суров петрол намаляват с една четвърт през седмицата 11-15 април в сравнение със седмицата 4-8 април, информира Bloomberg. Обемите, насочващи се към Азия от пристанища на Черно море, Балтийското и Арктическото крайбрежие, се свиват до най-ниското си ниво от два месеца. Изчислено в приходи от доставки при действащите ставки на митото за износ на суров петрол това означава с 60 милиона долара по-малко в сравнение с предходната седмица. В рамките на Европейския съюз се засилва натискът за ембарго на руския петрол, а големите търговци заявяват, че ще спрат да обработват доставките на Руската федерация.
Президентът на САЩ Джо Байдън обвинява Русия за покачването на цените на американския пазар и за глобалния недостиг на храни вследствие на нахлуването ѝ в Украйна. В своя реч от 11 май Байдън заявява, че „Америка се бие на два фрона“ - в и извън пределите на САЩ, като освен че подпомага Украйна в битката ѝ за защита на декокрацията и изхранването на „онези, които са останали гладни по света, защото съществуват руски зверства“, се сблъсква с инфлация и растящи цени у дома. Тактиката, която Русия прилага по отношение на доставките на храни, е сходна с тази, използвана в сектора на енергетиката, което го превръща в „оръжие“ с глобални последици, заявява Урсула фон дер Лайен две седмици по-късно при участието си на Световния икономически форум на 24 май. Руската армия конфискува доставки на зърно и машини в райони на Украйна и блокира износа от пристанища в Черно море. Нахлуването ѝ в Украйна и санкциите, наложени срещу нея в отговор, причиняват покачване на световните цени на зърното и торовете, предизвиквайки продоволствена криза, изтъква Фон дер Лайен. Тя призова международната общност да се обедини, за да се противопостави на „шантажа на Москва“. Доставките от Русия и Украйна представляват близо 30% от световната търговия с пшеница.

## Реакции на големите онлайн платформи
На 24 февруари Facebook съобщава, че е сформирана нова структура – многоезичен експертен Център за специални операции, чиято основна задача е да реагира на кризите в реално време. Платформата също така стартира нова функция в Украйна, която позволява на потребителите да заключват личния си профил като степен на по-висока защита за поверителността и сигурността им. Този инструмент е прилаган и преди от компанията, в т.ч. в Афганистан през август 2021 г. На следващия ден руският телекомуникационен регулатор Роскомнадзор обвинява Facebook в „нарушаване на основните права и свободи на човека“ поради ограничаването на достъпа до четири руски медийни профила – този на държавната информационна агенция РИА Новости, на телевизионния канал на Министерството на отбраната „Звезда“, и на онлайн медиите Lenta.ru и Gazeta.ru. В своето изявление от 25 февруари Роскомнадзор съобщава за предприемането на мерки за частично ограничаване на достъпа.
Към момента на обявяване на мерките не е ясно в какво точно ще се изразява частичното ограничаване на достъпа, но има очакване тази мярка да бъде аналогична с наложената от правителството през 2021 г. по отношение на Twitter – ограничаване на скоростта на достъпа до социално-медийната платформа. Коментарът на Meta, чиято собственост е Facebook, е, че ходът на Русия идва в отговор на отказа на компанията да „спре независимата проверка на фактите и етикетирането на съдържание, публикувано във Facebook от четири руски държавни медийни организации“.
В съобщение, публикувано на 26 февруари в профила в Twitter на Nathaniel Gleicher, който ръководи политиката по сигурността на Facebook, се казва, че социално-медийната платформа налага забрана на руските държавни медии „да пускат реклами или да си осигуряват приходи от нашата платформа навсякъде по света. Ние също така продължаваме да прилагаме етикети към допълнителни руски държавни медии“. Подобно съобщение е публикувано и от Twitter в официалния профил Twitter Safety: „Временно преустановяваме рекламите в Украйна и Русия, за да гарантираме, че критичната информация за обществената безопасност е видима и рекламите не отвличат вниманието (от нея)“. Google също налага забрана на руската държавна медия RT и други канали да получават приходи от реклами на своите уебсайтове, приложения и видеоклипове в YouTube.
От момента на обявяване на навлизането на руските войски в Украйна много руски граждани се насочват към социалните медии, за да дадат израз на чувствата и оценките си по отношение на действията на руския президент. Към 28 февруари големите американски онлайн платформи като Facebook, Instagram, YouTube и Twitter остават достъпни в Русия.
На 1 март Google съобщава, че повече няма да позволява на статии от руски държавни медии да се показват нито в Google News, нито в други раздели, свързани с новини. Apple спира всички продажби на продуктите си в Русия, достъпа до услугата Apple Pay и премахва приложенията на руските държавни медии в App Store. Технологичният гигант деактивира показването в Apple Maps на актуална информация за инциденти и състоянието на трафика в Украйна „като предпазна мярка за украинските граждани“. „Присъединяваме се към всички онези по света, които призовават за мир“, декларира компанията в прессъобщение, публикувано на 1 март. На 25 февруари министърът на цифровите технологии на Украйна Михайло Федоров публикува в своя официален профил в Twitter кратка информация и сканирано копие от писмото си до изпълнителния директор на Apple, Тим Кук, чрез което отправя искане за блокиране на Apple Store за граждани на Руската федерация и подкрепа за пакета от санкции на правителството на САЩ.
На 3 март Google обявява, че преустановява продажбите на онлайн реклама в Русия, независимо от това кое е рекламодателят. След инвазията на Русия в Украйна такива действия предприемат Twitter Inc и Snap Inc. Забраната, наложена от технологичния гигант Alphabet Inc., чиято собственост е Google, обхваща Google Search, YouTube и външни издателски партньори. По данни на най-голямата руска база данни за бизнеси SPARK оборотът на Google в Русия през 2020 г. е 85,5 милиарда рубли (790 милиона долара).
На 4 март американската компания с глобални бизнес операции Airbnb обявява, че спира дейността си в Русия и Беларус. Мярката кореспондира със санкциите на САЩ и други западни държави срещу повечето сектори на руската икономика, в т.ч. като банките.
На 4 март Роскомнадзор блокира изцяло достъпа до Facebook от Русия. Официалната причина за мярката, представена от телекомуникационния регулатор, е „дискриминация на руските медии“, към която са отнесени 26 случая от октомври 2020 г. до момента. В дните от началото на нападението над Украйна до блокирането Facebook ограничава достъпа до официалните страници на телевизионния канал „Звезда“, „РИА Новости“, „Спутник“, Russia Today, Lenta.ru и Gazeta.ru, което е изтъкнато като допълнителен мотив за мярката. Instagram и WhatsApp, които също са собственост на Meta (Facebook) и са по-популярни в Русия от Facebook, не са засегнати, съобщава американската компания. Като налага тази мярка страната се присъединява към Китай и Северна Корея, в които достъпът до Facebook също е забранен.
Блокирането на Facebook е част от последователните действия на руския президент Владимир В. Путин за заглушаване на критиката относно войната в Украйна. В деня на блокирането на Facebook за потребителите в Русия правителството приема закон, влизащ в сила незабавно, който криминализира разпространението на съобщения, определени от правителството като „невярна информация“ за руските въоръжени сили. Бъдат ли намерени за виновни в нарушаването на новия закон, прокаран чрез изменения в наказателен кодекс, обвинените за разпространението на „неверни данни“ или „невярна информация“ може да получат присъда от 700 000 рубли до 15 години затвор. По-строги наказания са предвидени за онези, които умишлено разпространяват „фалшива информация“ или призовават за непозволени публични действия. Руското правителство налага определението „специална военна операция“ за нападението над Украйна, което означава, че като престъпление по новия закон може да се разглежда назоваването на войната в Украйна война или инвазия.
Twitter спира достъпа на повече от 100 профила, които усилват популярността на хаштага #IStandWithPutin, появил се в първите дни след началото на войната в Украйна. Мярката е наложена на основание участие в „координирано неавтентично поведение“ и нарушаване на политиката на Twitter за манипулиране на платформата и спам. #IStandWithPutin получава втори живот, когато автентични профили започват да публикуват критични коментари относно употребата му. На 4 март информационните агенции Интерфакс и РИА Новости съобщават, че с решение на Роскомнадзор, взето в съответствие с дейността на регулатора по извършването на проверка на блокове от уебстраници и въз основа на искане на Генералната прокуратура от 24 февруари, достъпът до Twitter е ограничен в цяла Русия.
На 6 март TikTok обявява, че потребителите на услугата в Русия няма да могат повече да публикуват съдържание, нито да излъчват на живо. Онлайн платформата за създаване и споделяне на видеосъдържание, собственост на китайската компания ByteDance, аргументира мярката с рисковете за потребителите, произтичащи от новия закон срещу „фалшивите новини“, гласуван и приет на 4 март. Смята се, че около 36 милиона души използват приложението в Русия и с влизането в сила на новите правила TikTok ограничава възможностите им да взаимодействат със съдържание до ролята на зрители.
В отговор на руската инвазия в Украйна две седмици след началото ѝ американският технологичен гигант Meta Platforms Inc временно премахва за потребителите на Facebook и Instagram в Армения, Азербайджан, Естония, Грузия, Унгария, Латвия, Литва, Полша, Румъния, Русия, Словакия и Украйна забраната за форми на политическо изразяване, които са в нарушение на ограничителните правила за реч, възхваляваща насилие – например послания в смисъла на „смърт на руските нашественици“. Също така временно са разрешени публикации, които призовават за смъртта на руския президент Владимир Путин и/или на белоруския президент Александър Лукашенко, освен ако в тях не са посочени други мишени, местоположение и метод за тяхното елиминиране. От компанията уточняват в изявление по случая, че все така не се допускат „достоверни призиви за насилие срещу руски цивилни", както и срещу руски военнопленици. Позовавайки се на публикацията на информационната агенция Ройтерс, която първа информира за въведеното изключение в политиката на компанията, като се позовава и на вътрешна комуникация, руското посолство в Съединените щати отправя искане до Вашингтон да спре „екстремистката дейност“ на Meta. Седмица по-рано в телевизионно интервю и в съобщение, публикувано в удостоверения му профил в Twitter, американският сенатор Линдзи Греъм призова за убийството на руския президент Владимир Путин. „Единственият начин това да приключи е някой в Русия да премахне този човек“, пише Греъм в публикация от 3 март, която не е премахната от Twitter.
Потребителите на Instagram в Русия са уведомени, че достъпът им до услугата ще бъде преустановен в полунощ на 13 срещу 14 март в отговор на решението на нейния собственик, Meta Platforms, да позволи на потребителите на социалните медии в Украйна да публикуват съобщения като „Смърт на руските нашественици“. В изпратеното по имейл съобщение държавният комуникационен регулатор Роскомнадзор насърчава хората да преместят своите снимки и видеоклипове от Instagram преди да бъде затворен и да преминат към руските „конкурентни интернет платформи“. Блокирането на Instagram става факт 10 дни след спирането на Facebook в Русия, което Роскомнадзор обяснява с „дискриминацията на руските медии“ в социално-медийната платформа с най-много активни месечни потребители в света. По данни на Statista от края на 2021 г. 37% от руснаците използват Facebook, а 14% – Twitter. Руската социална мрежа VKontakte е най-популярната в страната – 73% от руснаците казват, че я използват, следвана от YouTube и Instagram – с 68% и 59%, съответно.
Между 19 и 26 март руският комуникационен регулатор РоскомандZor [sic] публикува в своя официален канал в Telegram няколко съобщения, адресирани до YouTube. В първото от тях регулаторът квалифицира платформата за споделяне на видеосъдържание на Google LLC като „инструмент в антируската информационна война“ и твърди, че „YouTube многократно цензурира каналите на законно регистрирани руски медии, общественици, творчески групи, спортни отбори, както и образователни проекти“. В регистъра на РоскомандZor са записани 54 случая на „ограничаване на руски канали“, в т.ч. RBC, NTV, TNT, REN TV, „Известия“, „Канал Пети“, „Руско радио“, „Царград“, „Канал 1“, „Русия 1“, „Култура“, „Звезда“, „Русия 24“, „Спутник“, „РИА Новости“, страниците на „RZHEV. 500 дни в огъня“ и „Крим. Път към Родината“. В съобщението се казва, че изпратените искания за „спиране на дискриминацията“ и „предоставяне на безплатен достъп до информация за всички потребители“ не са удовлетворени. То завършва с напомняме, че „в закона са предвидени мерки за технологично въздействие по отношение на интернет платформите“, с което РоскомандZor реферира към прекратяването на достъпа до услугите на Facebook, Instagram и Google News в Русия.
На 24 март РоскомандZor публикува изявление, в което изисква от YouTube да възстанови достъпа до официалния канал на кримския лидер Сергей Аксьонов „във възможно най-кратък срок“ и да обясни причината за ограниченията спрямо него, а два дни по-късно отправя изискване към YouTube за възстановяването на достъпа до видео, озаглавено „Заседание на Междуведомствения координационен щаб за хуманитарно реагиране в Украйна“ и публикувано в официалния профил на Министерството на отбраната на Русия, и да обясни причините за ограничаването му (към 28 март в канала на МО на Русия в YouTube има видео с такова заглавие, публикувано на 14 март и гледано над 600 000 пъти). Аксьонов е носител на руския държавен орден „За заслуги към Отечеството“ – първа степен, с който е отличен за участието си в процеса на анексия на Крим, и присъства в консолидирания списък с лица, обект на финансови санкции от страна на Обединеното кралство. Още през 2014 г. санкции срещу него налагат Европейският съюз и САЩ.

## Реакции на световни анализатори
Политологът Ноам Чомски определя руското нападение срещу Украйна като непредизвикано и тежко военно престъпление, което може да се сравни с нападението на САЩ и Великобритания над Ирак през 2003 година и дори с подялбата на Полша между Хитлер и Сталин през септември 1939 година, поставила началото на Втората световна война. Според него това е повратна точка от човешката история, която може да доведе до катастрофална Трета световна война.
Според политологът Джон Миършаймър Западът също носи отговорност за украинската криза. Проблемите около Украйна според него тръгват от идеята на НАТО да обяви, че Украйна ще стане член на съюза. Руските лидери определят това решение като екзистенциална заплаха. Миършаймър смята, че не трябва да се подценява колко безмилостни могат да бъдат великите сили, когато са притиснати в ъгъла. Докато Западът се надява да нанесе унизително поражение на Путин и да предизвика отстраняването му от власт, съществува сериозна заплаха това да го насочи към употреба на ядрени оръжия.
Стивън Коткин заема противоположна позиция. Според него това, което представлява Русия днес, не е отклонение от историческия модел, който я формира през последните два века, като много преди съществуването на НАТО, още през деветнадесети век, Русия изглежда така: тя има автократ, в нея има репресии и милитаризъм. Той твърди също, че ако не са се били присъединили към НАТО, днес Полша или Прибалтийските държави щяха да са поставени в ситуацията на Украйна. Отговаряйки на въпрос за разликите между сталинизма и путинизма Коткин заявява, че режимът на руския президент не е същият като този на Сталин или като този на руския цар, тъй като светът се е променил, както и самата Русия. Шокът е в това, че въпреки големите промени, „все още виждаме този модел, от който Русия не може да се откъсне.“
Според Юрий Костенко, един от украинските политици, участвали в преговорите за разоръжаването на страната през 90-е години на миналия век, Киев е трябвало да запази своя ядрен арсенал. Той вижда в ядреното разоръжаване на страната тогава „ужасна грешка“. През 1994 година Украйна, която е третата ядрена сила в света, предава своя ядрен арсенал на Русия. В замяна САЩ, Русия и Великобритания поемат ангажимент да спазват независимостта и суверенитета на Украйна. Оказва се обаче, че тези договорки са били напразни. Според него историята показва, че когато Русия подписва нещо, това не означава, че тя ще го спазва.
Американският политолог, социолог и философ Франсис Фукуяма заявява, че повече от всичко друго днешна Русия носи характеристиките на нацистка Германия. За Фукуяма политическият режим в Русия – вид краен национализъм, чийто идеолог е Владимир Путин с неговия абсолютен контрол върху всички лостове на властта – е много слабо институционализиран и поради тази причина нестабилен. Според него евентуално завръщане на Доналд Тръмп като президент на САЩ би решило всички проблеми на Русия поради явното му желание да изтегли САЩ от НАТО, което съвпада с интересите на Русия. Фукуяма подчертава важността на това Украйна да постигне известен напредък и да си възвърне военната сила през лятото на 2022 г., защото „единството на Запада зависи от това хората да вярват, че има военно решение на проблема в близко бъдеще“. Според автора на книгата „Краят на историята и последният човек“ (1992) създаде ли се усещане за безизходица, която ще продължи вечно, единството ще започне да се разпада и ще има повече призиви към Украйна да се откаже от територия, за да се сложи край на войната.

## Жертви
| Засегнати                                                                                    | Жертви | Времеви период                       | Източник |
| -------------------------------------------------------------------------------------------- | --- | ------------------------------------ | --- |
| Цивилни                                                                                      | 9 000 – 16 502 убити (потвърдени) | 24 февруари 2022 – 17 януари 2023    | Правителство на Украйна |
| Цивилни                                                                                      | 30 000 убити | 24 февруари 2022 – 22 януари 2023    | Военноначалникът на Норвегия |
| Цивилни                                                                                      | 100 000 убити (според изчисления) | 24 февруари 2022 – 23 февруари 2023  | Главен прокурор на Украйна по военни престъпления |
| Цивилни                                                                                      | 8 836 убити, 14 985 ранени (потвърден минимум; смята се, че цифрата е по-голяма) | 24 февруари 2022 – 14 май 2023       | ООН |
| Цивилни                                                                                      | 1028 убити, 47 деца | 1 февруари 2023 – 31 юли 2023        | ООН |
| Цивилни                                                                                      | 15 000 безследно изчезнали | 1 февруари 2023 – 31 юли 2023        | Правителство на Украйна |
| Отвречели украински деца                                                                     | 19 500 | 1февруари 2022 - 16 февруари 2025    | по данни на В.Зеленски |
| Украински бежанци                                                                            | 5 493 437 души са избягали трайно в държави от ЕС,(от тях 3 574 485 души са потърсили временна закрила.) Най голям брой украински бежанци - 4,472,349 - са емигрирали в Полша | 24 февруари 2022 - 5 юли 2022        | По данни на Върховния комисариат за бежанците на ООН |
| Украински военнослужещи                                                                      | 383 000 убити (159 000 убити и ранени само по време украинското контранастъпление) | 22. февуари 2022 - 19.декември 2023  | Сергей Шойгу, министър на отбраната на Русия, цитиран от ТАСС |
| Украински сили (ВСУ, НГУ, ДГСУ, СПЧУ)                                                        | 124 500 – 131 000 жертви (16 000 – 17 500 убити) | 24 февруари 2022 – 1 март 2023       | Документи на Пентагона |
| Украински сили (ВСУ, НГУ, ДГСУ, СПЧУ)                                                        | 120 000 убити или ранени | 24 февруари 2022 – 13 март 2023      | По изчисления на представители на властите в САЩ и ЕС |
| Украински сили (ВСУ, НГУ, ДГСУ, СПЧУ)                                                        | 150 000 убити или ранени | 24 февруари 2022 – 6 април 2023      | Според изчисления на Запада |
| военнопленници изтезавани от Руската федерация                                               | 51/56 признали за изтезания, от обща бройка | 1 февруари 2023 – 31 юли 2023        | според доклад на правителството |
| убити украински военнопленици                                                                | 6 убити военнопленици | 1 февуари 2023 – 31 юли 2023         | според доклад на правителството |
| безследно изчезнали                                                                          | 26 000 безследно изчезнали (15 000 цивилни и 11 000 военни) | 1 февруари – 31 юли 2023             | Правителство на Украйна |
| Украински сили (ВСУ)                                                                         | 10 000 – 13 000 убити | 24 февруари – 1 декември 2022        | Правителство на Украйна |
| Украински сили (ВСУ)                                                                         | 31 000 убити | 23 февруари 2022 – 25 февруари 2024  | по данни на Володимир Зеленски (правителство на Украйна) |
| Украински сили (ВСУ)                                                                         | 43 000 убити и 370 000 ранени | 23 февруари 2022 - 8 декември 2024   | по данни на Володимир Зеленски |
| Украински сили (ВСУ)                                                                         | над 46 000 убити и около 380 000 ранени | 23февруари 2022- 16 февруари 2025    | по данни на Володимир Зеленски |
| Украински вийници (ВСУ)                                                                      | 45 000 убити и 390 000 ранени | 23 февруари 2022 - 5 февруари 2024   | по данни на Вол. Зеленски |
| Руски сили (ВСРФ, НГР, ФСС, ФССРФ, ЧВК „Вагнер“ & ЧВК „Редут“, Народни милиции на ДНР и ЛНР) | 110 000 жертви | 24 февруари 2022 – 28 февруари 2023  | Американски документи, позоваващи се на ФСС |
| Руски сили (ВСРФ, НГР, ФСС, ФССРФ, ЧВК „Вагнер“ & ЧВК „Редут“, Народни милиции на ДНР и ЛНР) | 70 000 убити и още 120 000 жертви | 23 февруари 2022 – 11 ноември 2023   | Според британският Economist и американският New York Times като се позовава на данни от американски официални лица.                                                                  |
| Руски сили (ВСРФ, НГР, ФСС, ФССРФ, ЧВК „Вагнер“ & ЧВК „Редут“, Народни милиции на ДНР и ЛНР) | 189 500 – 223 000 жертви (35 500 – 43 500 убити по време на военни действия) | 24 февруари 2022 – 1 март 2023       | Документи на САЩ |
| Руски сили (ВСРФ, НГР, ФСС, ФССРФ, ЧВК „Вагнер“ & ЧВК „Редут“, Народни милиции на ДНР и ЛНР) | 200 000 – 220 000 жертви | 24 февруари 2022 – 29 март 2023      | Според изчисления на САЩ |
| Руски сили (ВСРФ, НГР, ФСС, ФССРФ, ЧВК „Вагнер“ & ЧВК „Редут“, Народни милиции на ДНР и ЛНР) | 198 260 ликвидирани | 24 февруари 2022 – 13 май 2023       | Правителство на Украйна |
| Руски сили                                                                                   | 160 - 165 000 убити | 24 февруари 2022 -24 февуари 2025    | по изчисления на сайтовете Mediazone и Медуза. (на база списъци на загиналите, и руския Регистър по наследствените дела на нотариалната камара)                                       |
| Руски сили                                                                                   | 120 000 убити | 24 февруари 2022 - 1.юни 2024        | по изсчисления на сайтовете Mediazone и Медуза ( на база смъртните актове, данни за наследствени дела и пр. Предполага се, че реалната цифра е ок. 140 000 души)                      |
| Руски сили                                                                                   | 70 000 души официално потвърдени убити (в числото не влизат убитите наемници. Предполага се, че реалните цифри са много по-големи) | 23 февурари 2022 - 31 октомнри 2024  | Според BBC |
| Руски сили (военнослужещи)                                                                   | 66 471 убити (потвърдени поименно чрез некролози, надгробни плочи, общински списъци); над 12 000 души от убитите са амнистирани затворници, изпратени да се бият на фронта. В сметката на влизат убитите от ЛНР и ДНР. Отделно още 23 500 убити от сепаратиските републики (общо близо 90 000 убити) | 24 февруари 2022 - 30 август 2024    | по изчисления на BBC News Rusian, съвместно с Медиаzona. Смята се, че това е доста занижена цифра, много от починалите не се обявяват.                                                |
| Руски сили (ВСРФ, НГР, ФСС, ФССРФ, ЧВК "Вагнер, ЧВК "Редут", народни милиции на ДНР и ЛНР)   | над 58 500 убити, над 204 700 ранени | 24 февруари 2022 – 12 май 2023       | По изчисления на BBC News Russian и Mediazona |
| Руски сили (ВСРФ, НГР, ФСС, ФССРФ, ЧВК „Вагнер“ & ЧВК „Редут“)                               | над 45 000 убити (23 286 потвърдени поименно), над 158 300 ранени | 24 февруари 2022 – 17 май 2023       | По изчисления на BBC News Russian и Mediazona |
| Руски войници                                                                                | 45 123 души официално потвърдени за убити (чрез използване на източници със свободен достъп като некролози, съобщения от местните власти или некролози, публикувани в медиите или в социалните мрежи.)                                                                                               | 24 февруари 2022 – 20 февруари 2024  | руският сайт „Медиазона“ цитиран от „Франс Прес“ (медиите подчертават, че реалният брой убити вероятно е по-голям. BBC News Russian допуска два пъти по-голяма бройка)                |
| Руски сили                                                                                   | около 250 000 души убити | 22 февуари 2022 - 24 юни 20025       | Център за стратегическа защита и международни изследвания |
| Руски сили                                                                                   | 232 000 души убити | 24 февруари 2022 – 4 юли 2023        | Център за стратегическа защита (украинска НПО) |
| Руски войници                                                                                | над 120 000 убити | 24 февруари 2022 – август 2023       | вестник „Ню Йорк Таймс“, позовавайки се на американски официални лица |
| Руски военни                                                                                 | 750 000 жертви (198 000 убити и над 550 000 ранени) | 23 фавруари 2022 - 9 декември 2024   | според украинският президент Володимир Зеленски |
| Руски военни                                                                                 | 300-350 000 убити, 70 000 безследно изчезнали, 700 000 ранени | 23 февруари 2022 - 5 февруари 2025   | според украинският президент Володимир Зеленски |
| Руски военни                                                                                 | 600 000 жертви (ранени или мъртви) | 23 февруари 2022 - 31.октомври 2024  | според американският президент Доналд Тръмп и по данни на НАТО |
| Руски войници                                                                                | 350 000 убити и ранени | 24 февруари – 16 юни 2024            | Лойд Остин, министър на отбраната на САЩ |
| Руски войници                                                                                | 350 000 убити и ранени | 24 февруари 2022 – 29 февруари 2024  | британският министър на отбраната Джеймс Хипи в официален отговор на запитване на британски депутат                                                                                   |
| Руски военни                                                                                 | 190 000 убити военносружещи и 100 000 души които са ранени и могат да се върнат в боя | 23 февруари 2022 – 13 октомври 2023  | според доклад на британското разузнаване през октомври 2023 |
| Руски военни                                                                                 | 120 000 убити военнослужещи и 180 000 ранени | 23 февруари – 13 октомври 2023       | според доклад на американските власти |
| Руски сили (ВСРФ, НГР, ФСС, ФССРФ и др.)                                                     | 22 920 (6000 при Авдеевка) | октомври 2023                        | Данни на Генералния щаб на Украйна, потвърдени от независими анализатори |
| Руски сили                                                                                   | 315 000 убити или ранени (над 13 000 при настъплението над Авдеевка) | октомври 2023 – февруари 2024        | разсекретен доклад на американското разузнаване, цитиран от „Ройтерс“ и СNN |
| Руски сили                                                                                   | 500 000 ранени или убити (по 1200 на ден) | 22 февруари 2022 - 29 септември 2024 | По данни на сп. "Еconomist" |
| Руски сили (руска армия)                                                                     | Над 15 000 убити или ранени при Авдеевка | октомври 2023 – февруари 2024        | Според експерта от IISS, Микаел Герстад |
| Руски сили (руска армия)                                                                     | над 120 000 убити и 180 000 жертви | 22. февруари 2022 – октомври 2023    | според доклад на американсите власти |
| Руски сили                                                                                   | над 621 550 жертви (убити и ранени общо) | 22 февруари 2022- 5 септември 2024   | Според. В.Зеленски |
| Руски сили (ЧВК "Вагнер")                                                                    | 5 634 убити (потвърдени поименно) | 24 февруари 2022 – 17 май 2023       | BBC News Russian и Mediazona |
| Руски сили (ЧВК „Вагнер“)                                                                    | 9 000 убити, 21 000 ранени | 24 февруари 2022 – 17 февруари 2023  | Според изчисления на САЩ |
| Руски сили (ЧВК „Вагнер“)                                                                    | 10 000 убити, 40 000 ранени | 1 декември 2022 – 1 май 2023         | Според изчисления на САЩ |
| ЧВК "Вагнер"                                                                                 | над 22 000 убити | към 20 май 2023                      | според сведения на „Политико“ |
| Руски сили (Народни милиции на ДНР и ЛНР)                                                    | над 10 000 убити | 24 февруари 2022 – 22 февруари 2023  | По изчисления на САЩ |
| Руски сили (Народни милиции на ДНР и ЛНР)                                                    | над 8 000 убити | 24 февруари 2022 – 12 май 2023       | По изчисления на BBC News Russian и Mediazona |
| руснаци емигрирали извън Русия от началото на руската агресия                                | над 650 000 | 24 февруари 2022 – 16 юли 2024       | по данни на ДПА; счита се че данните са занижени, защото са отчетени хората емигрирали в страни от ЕС, или САЩ но не и емигриралите в азиатски, африкански или южноамерикански дтрани |

- На 12 октомври Генералният щаб на въоръжените сили на Украйна съобщава за извършена корекция на данните към тази дата (от 24 февруари) въз основа на уточнения от разузнаването[363]
- Русия класифицира военните смъртни случаи като държавна тайна дори в мирно време и не е актуализирала официалните си данни за жертвите по време на войната в Украйна през 2022 г. от 25 март.[364]